# 1996 год
1996 (ты́сяча девятьсо́т девяно́сто шесто́й) год  по григорианскому календарю — високосный год, начинающийся в понедельник. Это 1996 год нашей эры, 6‑й год 10‑го десятилетия XX века 2‑го тысячелетия, 7‑й год 1990‑х годов. Он закончился 29 лет назад.
| Пн | Вт | Ср | Чт | Пт | Сб | Вс |
| 1  | 2  | 3  | 4  | 5  | 6  | 7  |
| 8  | 9  | 10 | 11 | 12 | 13 | 14 |
| 15 | 16 | 17 | 18 | 19 | 20 | 21 |
| 22 | 23 | 24 | 25 | 26 | 27 | 28 |
| 29 | 30 | 31 |    |    |    |    |

| Пн | Вт | Ср | Чт | Пт | Сб | Вс |
|    |    |    | 1  | 2  | 3  | 4  |
| 5  | 6  | 7  | 8  | 9  | 10 | 11 |
| 12 | 13 | 14 | 15 | 16 | 17 | 18 |
| 19 | 20 | 21 | 22 | 23 | 24 | 25 |
| 26 | 27 | 28 | 29 |    |    |    |

| Пн | Вт | Ср | Чт | Пт | Сб | Вс |
|    |    |    |    | 1  | 2  | 3  |
| 4  | 5  | 6  | 7  | 8  | 9  | 10 |
| 11 | 12 | 13 | 14 | 15 | 16 | 17 |
| 18 | 19 | 20 | 21 | 22 | 23 | 24 |
| 25 | 26 | 27 | 28 | 29 | 30 | 31 |

| Пн | Вт | Ср | Чт | Пт | Сб | Вс |
| 1  | 2  | 3  | 4  | 5  | 6  | 7  |
| 8  | 9  | 10 | 11 | 12 | 13 | 14 |
| 15 | 16 | 17 | 18 | 19 | 20 | 21 |
| 22 | 23 | 24 | 25 | 26 | 27 | 28 |
| 29 | 30 |    |    |    |    |    |

| Пн | Вт | Ср | Чт | Пт | Сб | Вс |
|    |    | 1  | 2  | 3  | 4  | 5  |
| 6  | 7  | 8  | 9  | 10 | 11 | 12 |
| 13 | 14 | 15 | 16 | 17 | 18 | 19 |
| 20 | 21 | 22 | 23 | 24 | 25 | 26 |
| 27 | 28 | 29 | 30 | 31 |    |    |

| Пн | Вт | Ср | Чт | Пт | Сб | Вс |
|    |    |    |    |    | 1  | 2  |
| 3  | 4  | 5  | 6  | 7  | 8  | 9  |
| 10 | 11 | 12 | 13 | 14 | 15 | 16 |
| 17 | 18 | 19 | 20 | 21 | 22 | 23 |
| 24 | 25 | 26 | 27 | 28 | 29 | 30 |

| Пн | Вт | Ср | Чт | Пт | Сб | Вс |
| 1  | 2  | 3  | 4  | 5  | 6  | 7  |
| 8  | 9  | 10 | 11 | 12 | 13 | 14 |
| 15 | 16 | 17 | 18 | 19 | 20 | 21 |
| 22 | 23 | 24 | 25 | 26 | 27 | 28 |
| 29 | 30 | 31 |    |    |    |    |

| Пн | Вт | Ср | Чт | Пт | Сб | Вс |
|    |    |    | 1  | 2  | 3  | 4  |
| 5  | 6  | 7  | 8  | 9  | 10 | 11 |
| 12 | 13 | 14 | 15 | 16 | 17 | 18 |
| 19 | 20 | 21 | 22 | 23 | 24 | 25 |
| 26 | 27 | 28 | 29 | 30 | 31 |    |

| Пн | Вт | Ср | Чт | Пт | Сб | Вс |
|    |    |    |    |    |    | 1  |
| 2  | 3  | 4  | 5  | 6  | 7  | 8  |
| 9  | 10 | 11 | 12 | 13 | 14 | 15 |
| 16 | 17 | 18 | 19 | 20 | 21 | 22 |
| 23 | 24 | 25 | 26 | 27 | 28 | 29 |
| 30 |    |    |    |    |    |    |

| Пн | Вт | Ср | Чт | Пт | Сб | Вс |
|    | 1  | 2  | 3  | 4  | 5  | 6  |
| 7  | 8  | 9  | 10 | 11 | 12 | 13 |
| 14 | 15 | 16 | 17 | 18 | 19 | 20 |
| 21 | 22 | 23 | 24 | 25 | 26 | 27 |
| 28 | 29 | 30 | 31 |    |    |    |

| Пн | Вт | Ср | Чт | Пт | Сб | Вс |
|    |    |    |    | 1  | 2  | 3  |
| 4  | 5  | 6  | 7  | 8  | 9  | 10 |
| 11 | 12 | 13 | 14 | 15 | 16 | 17 |
| 18 | 19 | 20 | 21 | 22 | 23 | 24 |
| 25 | 26 | 27 | 28 | 29 | 30 |    |

| Пн | Вт | Ср | Чт | Пт | Сб | Вс |
|    |    |    |    |    |    | 1  |
| 2  | 3  | 4  | 5  | 6  | 7  | 8  |
| 9  | 10 | 11 | 12 | 13 | 14 | 15 |
| 16 | 17 | 18 | 19 | 20 | 21 | 22 |
| 23 | 24 | 25 | 26 | 27 | 28 | 29 |
| 30 | 31 |    |    |    |    |    |

Объявлен ООН Международным годом борьбы за ликвидацию нищеты (резолюция ООН 48/183).

## События
См. также: Категория:1996 год

### Январь
- 1 января — последний эфир телекомпании Свежий ветер.
- 5 января — израильскими спецслужбами посредством взрывчатки, вмонтированной в мобильный телефон, убит арабский террорист Яхья Аяш.
- 7 января — вышел первый выпуск игры «Колесо истории» с Леонидом Якубовичем, на телеканале РТР.
- 8 января — катастрофа Ан-32 в Киншасе. Погибли 237 человек. Крупнейшая авиакатастрофа в Африке.
- 9—18 января — террористы во главе с Салманом Радуевым вошли в дагестанский город Кизляр и захватили здание родильного дома и городскую больницу[1][2].
- 11 января
  - 74-й старт (STS-72) по программе Спейс шаттл. 10-й полёт шаттла Индевор. Экипаж: Брайан Даффи, Брент Джетт, Лерой Чиао, Уинстон Скотт, Коити Ваката, Дэниэль Барри.
  - Рютаро Хасимото возглавил японское правительство.
- 14 января — Жоржи Сампайю избран президентом Португалии.
- 15 января
  - Тяжелобольной греческий премьер-министр Андреас Папандреу объявил об уходе в отставку.
  - Резолюцией № 1037 Совет Безопасности ООН была создана новая миссия «Временная администрация Организации Объединённых Наций для Восточной Славонии, Бараньи и Западного Срема (UNTAES)» по поддержанию мира в восточной части Хорватии.
- 16 января
  - Анатолий Чубайс ушёл в отставку с поста первого вице-премьера России[2].
  - В черноморском порту Трабзон группа прочеченских террористов захватила паром «Авразия» с 212 россиянами. Своей акцией группа Мохаммеда Точкана намеревалась привлечь внимание мировой общественности к событиям в Чечне. Через два дня террористы сдались турецким властям; спустя несколько дней паром «Авразия» вернулся в порт Сочи.
- 18 января
  - 10 человек погибли при пожаре в Любекском доме для беженцев.
  - Принятие Конституции Камеруна.
- 19 января — Россия подписала решение Совета глав государств СНГ «О мерах по урегулированию конфликта в Абхазии, Грузия», по которому был установлен запрет на осуществление торгово-экономических, финансовых, транспортных и иных связей с Абхазией по государственной линии. 6 марта 2008 года Россия отменила санкции[3].

- 20 января

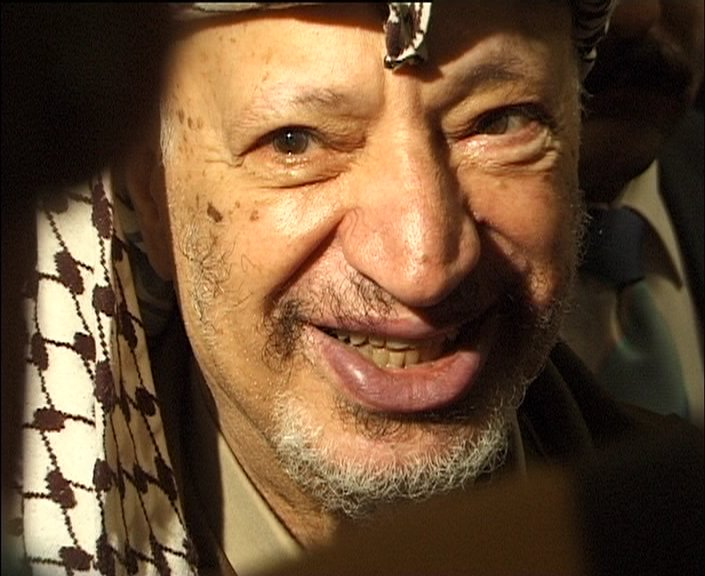
Ясир Арафат

  - на выборах Ясир Арафат был избран президентом Палестинской автономии, а ФАТХ получило абсолютное большинство — 47 из 88 мест в Палестинском законодательном совете первого созыва.
  - Во Владикавказе — неудачная попытка взорвать памятник в честь двухсотлетия присоединения Осетии к России.
- 21 января — у берегов северной Суматры из-за перегруза потерпел крушение пассажирский паром «Гурита» (англ. Gurita); жертвами катастрофы стали 340 человек[4][5][6].
- 24—28 января — состоялся первый в истории чемпионат мира по сноуборду.
- 25 января — Парламентская ассамблея Совета Европы приняла решение о приёме России в эту организацию.
- 26 января — сенатом США был ратифицирован договор СНВ-2.
- 27 января — в результате военного переворота в Ниамее свергнут первый демократически избранный президент Нигера Махаман Усман, находившийся у власти с 1993 года. Власть в стране перешла к Совету национального спасения во главе с генералом Ибрагимом Баре Майнассара. В ходе переворота был арестован премьер-министр Хама Амаду и убиты несколько солдат из президентской охраны.
- 29 января
  - Через два дня после очередного испытания ядерного оружия президент Франции Жак Ширак объявил об отказе от таких испытаний в дальнейшем.
  - В очередной раз сгорел венецианский театр «Ла Фениче»[7].
- 31 января — взрыв бомбы в здании Центрального банка Шри-Ланки. Более 80 человек погибли.

### Февраль
- 1 февраля — Эритрея перешла на григорианский календарь.
- 4 февраля
  - в Азербайджане состоялся третий тур выборов в парламент Милли меджлис.
  - Абделькарим аль-Кабарити назначен премьер-министром Иордании.

- 6 февраля

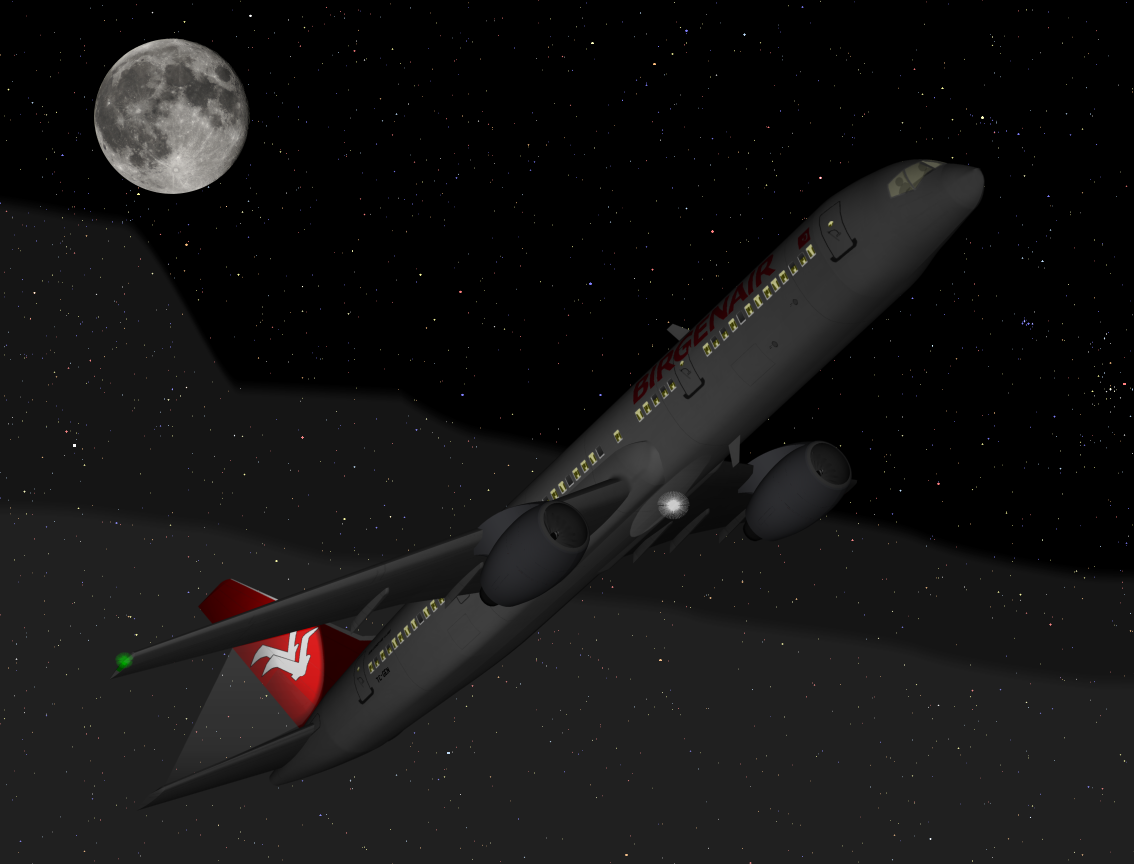
Компьютерная реконструкция катастрофы Boeing 757

  - катастрофа Boeing 757 под Пуэрто-Плата. Погибли все находящиеся на борту: 13 членов экипажа и 176 пассажиров. Причиной катастрофы явились повреждения датчика скорости и ошибка капитана воздушного судна.
  - В Москве задержана банда фальшивомонетчиков, печатавших доллары. Подделки были такого качества, что использовавшееся в то время в банках оборудование не могло отличить их от настоящих банкнот.
- 7 февраля — в должность президента Гаити вступил Рене Преваль.
- 8 февраля — Яхьё Азимов стал премьер-министром Таджикистана.
- 10 февраля — в Киргизии прошёл конституционный референдум. 98,6 процента «за» он разграничил полномочия парламента и президента в пользу главы государства.
- 11 февраля — Гражданская война в Алжире: при взрыве двух заминированных автомобилей в Алжире 18 человек погибли и 52 ранены.
- 13 февраля — начало «народной войны» Коммунистической партии Непала (маоистской) против королевской власти в Непале.
- 14 февраля — подписан Указ президента о направлении в Боснию и Герцеговину российских миротворцев численностью до 1600 человек[2].
- 18 февраля — на выборах в парламент Азербайджана полную победу одержала правительственная партия Новый Азербайджан.
- 20 февраля — Азербайджан и Словения установили дипломатические отношения[8].
- 21 февраля — старт космического корабля «Союз ТМ-23». Экипаж старта: Юрий Онуфриенко, Юрий Усачёв.
- 22 февраля
  - 75-й старт (STS-75) по программе Спейс шаттл. 19-й полёт шаттла Колумбия. Экипаж: Эндрю Аллен, Скотт Хоровиц, Джеффри Хофман, Маурицио Кели, Клод Николье, Франклин Чанг-Диас, Умберто Гуидони.
  - Президент Франции Жак Ширак в телевизионном обращении сообщает о ликвидации всеобщей воинской обязанности.
- 25 февраля — крупнейший за 25 лет пожар в Москве на Московском шинном заводе. Пожар ликвидировали в течение трёх суток. В ходе ликвидации пожара погиб прапорщик Сергей Лавров (его останки были обнаружены только в ноябре при разборке развалин сгоревшего цеха).
- 26 февраля — в посёлке Кузовлёво Томской области двое солдат срочной службы расстреляли двоих офицеров своей части[9].
- 27 февраля
  - белорусский президент Александр Лукашенко и российский президент Борис Ельцин высказываются за более тесное сотрудничество своих государств.
  - выходят игры Pokémon Red и Green эксклюзивно для портативной игровой консоли Game Boy, первые в сверхпопулярной серии Pokémon.
- 28 февраля — Россия вступила в Совет Европы[10].
- 29 февраля
  - Приземление корабля Союз ТМ-22. Экипаж посадки: Юрий Гидзенко, Сергей Авдеев и Томас Райтер.
  - Катастрофа Boeing 737 под Арекипой (Перу). Все 123 человека на борту погибли. Крупнейшая авиакатастрофа в Перу.
  - По Дейтонскому соглашению закончилась самая длинная осада XX века.

### Март
- 3 марта — На парламентских выборах в Испании победу одержала Народная партия, получив около 45 % мест в Конгрессе депутатов.
- 6 марта — Месут Йылмаз стал премьер-министром Турции.
- 6—8 марта — Первая чеченская война: нападение боевиков на Грозный под общим командованием Аслана Масхадова.
- 9 марта — Жоржи Сампайю вступил в должность президента Португалии.
- 11 марта
  - Джон Говард вступил в должность премьер-министра Австралии.
  - Директива 96/9/EC
- 12 марта — Катастрофа Ми-8 в Кара-Богаз-Голе, в результате которой погибли 12 человек.
- 13 марта
  - Массовое убийство в начальной школе Данблейна в Великобритании.
  - Российско-американская встреча на высшем уровне состоялась в рамках саммита, посвящённого достижению мира на Ближнем Востоке, в Шарм-эш-Шейхе (Египет).
- 14 марта — Азербайджан и Сенегал установили дипломатические отношение[8].
- 15 марта
  - Государственная дума Федерального собрания Российской Федерации приняла Постановление № 157-II ГД «О юридической силе для Российской Федерации — России результатов референдума СССР 17 марта 1991 года по вопросу о сохранении Союза ССР». Реальных политических последствий данное решение не имело.
  - Алжир и Казахстан установили дипломатические отношение[11][12][примечание 1].
- 18 марта — 162 человека, из них не менее 150 подростков, погибли во время пожара в клубе «Озон Диско» в городе Кесон-Сити. В помещение дискотеки, рассчитанное лишь на 35 человек, набилось около 390 человек. Когда вспыхнул пожар, оказалось, что аварийный выход блокирован строящимся рядом зданием.
- 19 марта — полицейские мусульманско-хорватской федерации берут под контроль последний из 5 пригородов боснийской столицы Сараево, ранее контролировавшихся сербами.
- 22 марта
  - 76-й старт (STS-76) по программе Спейс шаттл. 16-й полёт шаттла Атлантис. Экипаж: Ричард Сирфосс, Кевин Чилтон, Линда Годвин, Майкл Клиффорд, Роналд Сега, Шеннон Лусид. Третья стыковка шаттла со станцией «Мир».
  - Ханс Йоран Перссон стал премьер-министром Швеции.
- 24 марта — в нарушение федерального законодательства избран единственный кандидат в президенты Татарстана Минтимер Шаймиев[13].
- 25 марта — Замбия и Казахстан установили дипломатические отношения[11].
- 29 марта — президенты Белоруссии, Казахстана, Кыргызстана и России подписали в Москве соглашение об углублении интеграции в экономической и гуманитарной областях.
- 31 марта — на референдуме принята Конституция Республики Чад.

### Апрель
- 2 апреля — Президент России Борис Ельцин и Президент Белоруссии Александр Лукашенко подписали договор о создании Сообщества России и Белоруссии[2].
- 3 апреля — в Дубровнике американский самолёт Боинг-737, летевший с государственными чиновниками и руководителями компаний из США с торговой миссией в Боснию и Хорватию, разбивается о гору в 3 километрах от аэропорта Дубровника. Погибли 35 человек (в том числе 5 членов экипажа), среди них министр торговли США Рон Браун.
- 4 апреля — Матьё Кереку снова стал президентом Бенина.
- 6 апреля — попытка ареста руководителя ополченцев Рузвельта Джонсона вызывает ожесточённые бои в столице Либерии.
- 11 апреля
  - В Каире Россия, Великобритания, КНР, Франция, США и более сорока африканских и арабских государств провозгласили Африканский континент безъядерной зоной.
  - 16 человек погибли и 62 ранены при пожаре в аэропорту Дюссельдорфа.
- 11—27 апреля — армия обороны Израиля провела войсковую операцию «Гроздья гнева» на севере Израиля и юге Ливана, направленную против «Хезболлы».
- 15 апреля — в Москве «клад Приама» впервые с 1939 года снова показывается общественности.
- 16 апреля — Первая чеченская война: 245-й мотострелковый полк российской армии попал в засаду у селения Ярышмарды. По официальным данным 53 военнослужащих убито, 52 ранено.
- 18 апреля — в ходе военной операции «Гроздья гнева» произошёл обстрел израильской артиллерией поста миротворческих сил ООН возле деревни Кана (Южный Ливан), в результате которого погибли около 100 беженцев (из них 52 ребёнка) и ранены более 116 беженцев, находившихся под защитой ООН.
- 19—20 апреля — в Москве прошла встреча глав государств и правительств стран «семёрки» и России по вопросам ядерной безопасности.
- 21 апреля
  - Первая чеченская война: убит Джохар Дудаев, первый президент самопровозглашённой Чеченской Республики Ичкерия[2].
  - В Италии прошли досрочные парламентские выборы. Коалиция «Оливковое дерево» одержала победу над правоцентристами во главе с Сильвио Берлускони.
  - На Российском телевидении впервые вышла информационно-аналитическая программа «Зеркало» Николая Сванидзе.
- 24—26 апреля — государственный визит в КНР Президента РФ Бориса Ельцина. Подписана совместная российско-китайская декларация, где изложены общие подходы двух стран к важным двусторонним и международным вопросам.
- 26 апреля
  - Главы государств России, Казахстана, Кыргызстана, Таджикистана и КНР подписали в Шанхае соглашение по мерам укрепления доверия в военной области в районе границы[2].
  - В десятую годовщину Чернобыльской аварии в нескольких городах Украины, Белоруссии и России проходят демонстрации против использования атомной энергии.
  - Установлены дипломатические отношение между Узбекистаном и Венесуэлой[14].
- 27 апреля — в газетах опубликовано обращение тринадцати ведущих влиятельных российских бизнесменов («олигархов»), в числе которых были Б. А. Березовский, В. А. Гусинский, В. О. Потанин, А. П. Смоленский, М. М. Фридман, М. Б. Ходорковский. Письмо завершалось предостережением: «Отечественные предприниматели обладают необходимыми ресурсами и волей для воздействия на слишком беспринципных и на слишком бескомпромиссных политиков». Через две недели после появления письма Зюганов решил ответить на обращение, предложив провести теледебаты с Ельциным. Ельцин от дискуссии отказался.
- 28—29 апреля — массовое убийство в Порт-Артуре, в результате которых погибли 35 человек и ранено 22.
- 30 апреля — Азербайджан и Андорра установили дипломатические отношение[8].

### Май
- 3 мая
  - В Женеве подписанием протокола завершилась конференция по запрещению противопехотных мин.
  - Около Хадж Юсиф в Судане самолёт Ан-24 компании Federal Airlines ударяется о здание и разбивается после нескольких попыток посадки в песчаную бурю. Погибли все 53 человека на борту.
- 4 мая — Хосе Мария Аснар получил должность премьер-министра Испании, сменив на этом посту социалиста Фелипе Гонсалеса Маркеса и сформировав правительство с участием партии Конвергенция и Союз и региональных партий Страны Басков и Канарских островов.

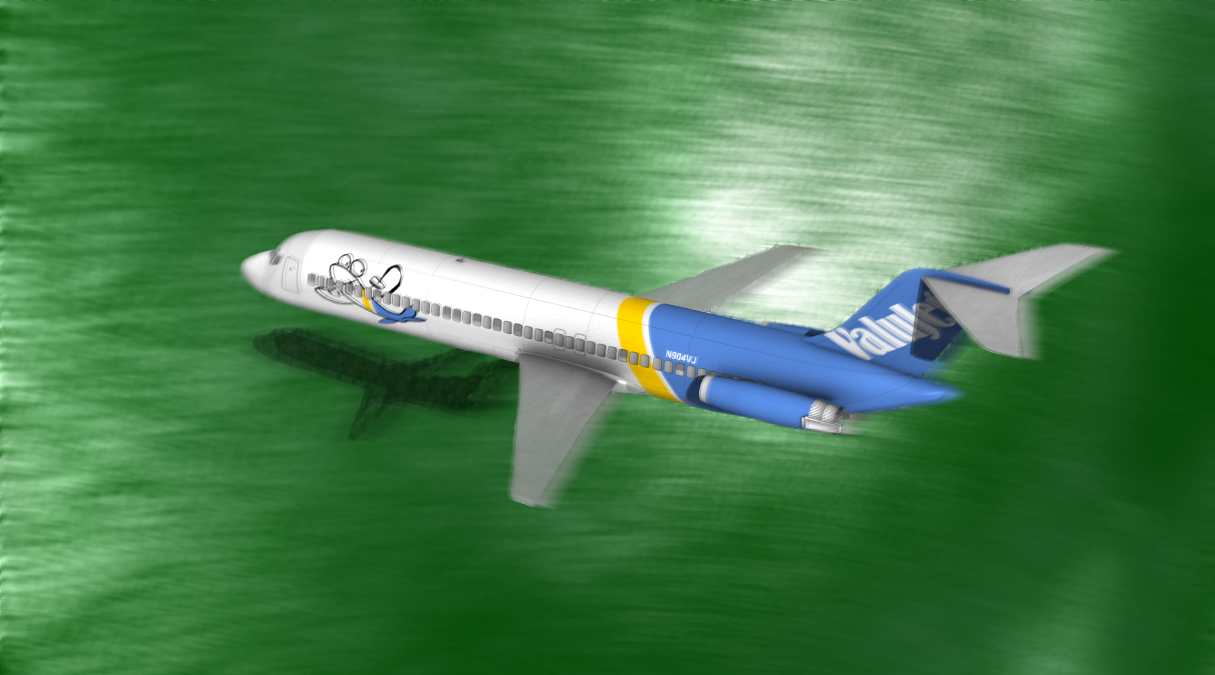
Рейс ValuJet Airlines-592 (компьютерная реконструкция)

- 8 мая — Венесуэла и Казахстан установили дипломатические отношения[14].
- 9 мая — Йовери Кагута Мусевени избран президентом Уганды.
- 11 мая
  - 8 альпинистов погибли при восхождении на Эверест с южного склона.
  - Катастрофа рейса 592 ValuJet. Погибли 110 человек.
- 14 мая
  - На железнодорожном разъезде посёлка Мыслец в Чувашии сошёл с рельсов грузовой состав. Взорвались 24 вагона[15][16].
  - Установлены дипломатические отношение между Узбекистаном и Боснией и Герцеговиной[14].
- 15 мая — в Санкт-Петербурге на Левашовской пустоши открылся мемориал-памятник жертвам сталинских репрессий.
- 16 мая — Борис Ельцин подписал Указ о комплектовании армии на профессиональной основе с весны 2000 года и отмене с этого срока призыва на военную службу[2].
- 17 мая
  - Б. Ельцин подписал указ о поэтапном сокращении применения в стране смертной казни в связи со вхождением России в Совет Европы[2].
  - Романо Проди возглавлял первое в истории послевоенной Италии правительство левого толка.
- 19 мая
  - 77-й старт (STS-77) по программе Спейс шаттл. 11-й полёт шаттла Индевор. Экипаж: Джон Каспер, Кёртис Браун, Энди Томас, Дэниел Бурш, Марио Ранко, Марк Гарно.
  - Налётчик Лесли Рогги стал первым, кого ФБР арестовало после публикации фото в Интернете
  - В Санкт-Петербурге прошёл первый тур губернаторских выборов. Анатолий Собчак набрал 29,0 % голосов, Владимир Яковлев 21,6 %, Юрий Болдырев 17,1 %[13].
- 20 мая — в Нью-Йорке начался процесс по делу известного российского криминального авторитета Вячеслава Иванькова (Япончика). 9 июля жюри присяжных признало Иванькова виновным в вымогательстве 3,5 млн долларов, однако и к концу года приговор так и не был оглашён.
- 21 мая
  - В Танзании на озере Виктория затонул пассажирский паром «Букоба», жертвами катастрофы стали 894 жителя чёрного континента[17].
  - Азербайджан и Шри-Ланка установили дипломатические отношение[8].
  - Гражданская война в Алжире: совершенно убийство семи траппистов в Тибирине[фр.]. В ночь с 26 на 27 марта они были похищены вооружёнными исламистами. 30 мая отрубленные головы монахов были найдены недалеко от города Аль-Мидия. Девять дней спустя ответственность за убийство взяла на себя Вооружённая исламская группа.
- 22 мая
  - Взрыв газа в городе Светогорск, в результате чего обрушился подъезд дома. Погибли 20 человек.
  - Азербайджан и Либерия установили дипломатические отношение[8].
- 24 мая — Первая чеченская война: федеральные войска взяли Бамут и господствующую над местностью высоту 444,4 — «Лысая гора».
- 25 мая — в Киеве восстановлен памятник княгине Ольге, разрушенный в 1919 году.
- 27 мая — Евгений Марчук ушёл в отставку с поста премьер-министра Украины в связи с избранием в Верховную Раду. 28 мая Павел Лазаренко был утверждён Верховной Радой премьер-министром Украины по представлению президента Леонида Кучмы.
- 27—28 мая — Первая чеченская война: в Москве прошла встреча российской и ичкерийской (возглавляемой Зелимханом Яндарбиевым) делегаций, на которой удалось договориться о перемирии с 1 июня 1996 года и обмене пленными. Сразу же после окончания переговоров в Москве, Борис Ельцин вылетел в Грозный, где поздравил российских военных с победой над «мятежным дудаевским режимом» и объявил об отмене воинской обязанности[2].

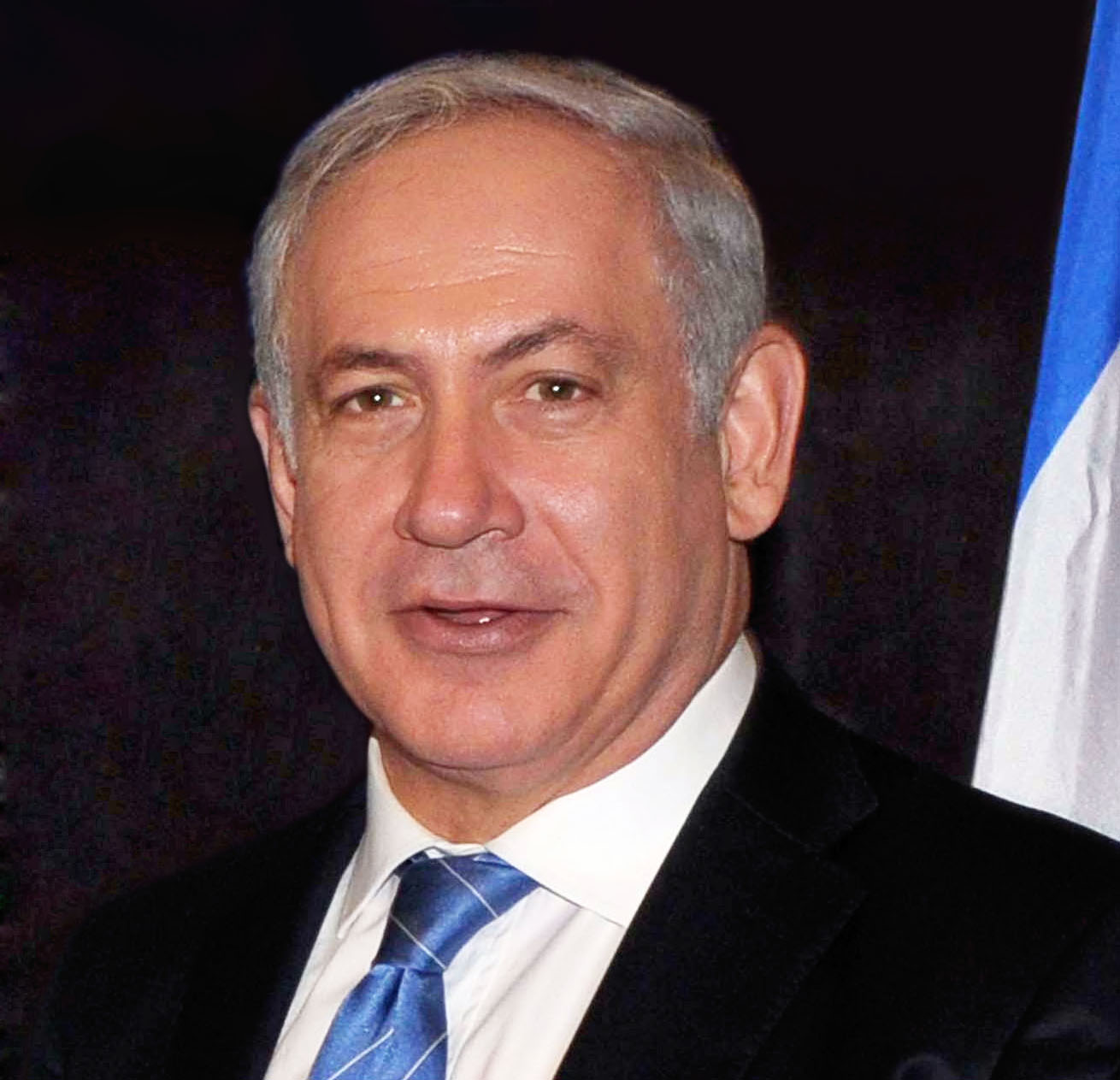
Биньямин Нетаньяху

- 28 мая — Дейв Гаан, вокалист группы Depeche Mode, оказался перед лицом смерти из-за передозировки спидболами в отеле «Sunset Marquis Hotel» в Лос-Анджелесе. В течение двух минут сердце музыканта не билось, но он был спасен парамедиками.
- 29 мая
  - В ходе первых прямых выборов премьер-министра в Израиле победу одержал лидер консервативного блока Ликуд Биньямин Нетаньяху.
  - В федеральном суде США начался процесс над террористом Рамзи Ахмедом Йосефом.
- 31 мая—1 июня — в Чешской Республике состоялись первые всеобщие выборы. Из зарегистрированных 80 партий и движений наиболее влиятельными были ГДП, ЧСДП, Коммунистическая партия Чехии и Моравии, Объединение за республику — Республиканская партия, Христианско-демократический союз — Чехословацкая народная партия, Гражданский демократический альянс. Гражданская демократическая партия (ГДП) во главе с премьер-министром Клаусом получила ок. 30 % общего числа голосов, заняв 68 из 200 мест в палате депутатов, ЧСДП, руководимая Милошем Земаном, оказалась на втором месте, получив 26 % голосов и 61 место в палате депутатов, ХДС — ЧНП — 18 депутатских мест, ГДА — 13, КПЧМ получила 22 места и Объединение за республику — Республиканская партия (ОЗР — РПЧ) — 18 мест.

### Июнь
- 1 июня
  - Завершён вывод ядерного оружия с Украины в Россию[2].
  - На конференции по рассмотрению действия Договора об ОВСЕ достигнута договорённость о пересмотре фланговых ограничений.

- 2 июня

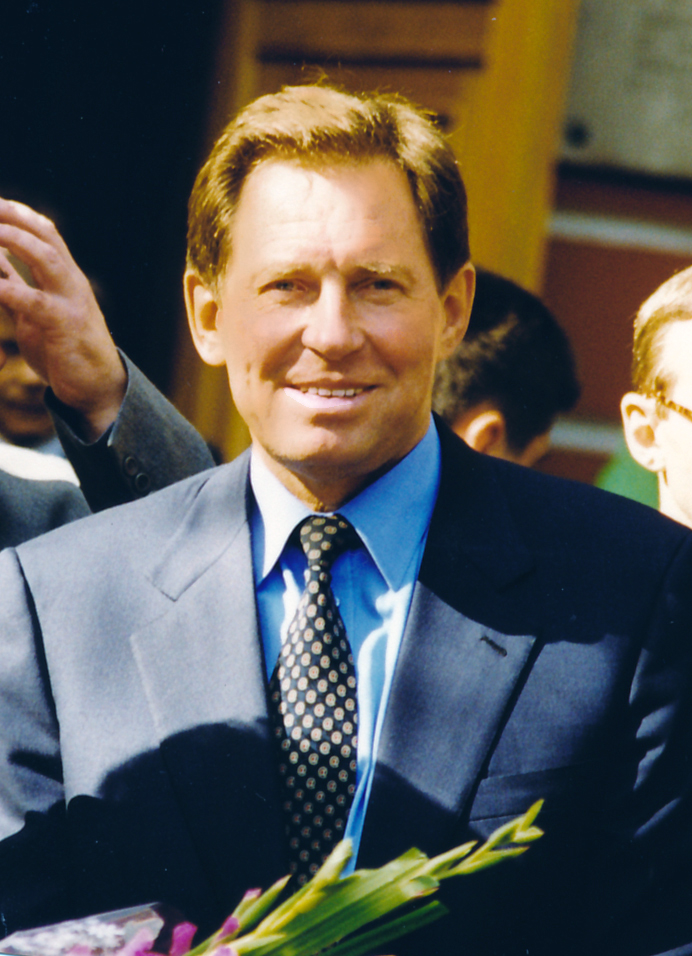
Владимир Яковлев

  - Во втором туре губернаторских выборов в Санкт-Петербурге победу одержал Владимир Яковлев[13].
  - Установлены дипломатические отношение между Россией и Гаити[18][примечание 2].
- 4 июня — авария ракеты-носителя Ариан 5.
- 6 июня
  - Создана Белорусская лига интеллектуальных команд.
  - При катастрофе вертолёта бундесвера 13 из 14 пассажиров погибли.
- 7 июня — взрыв в подъезде жилого дома на Олимпийском проспекте в Москве. Были ранены 3 человека.
- 9 июня — инцидент с рейсом 517 Eastwind Airlines.
- 11 июня — в Москве в вагоне метро на станции «Тульская» произошёл взрыв[1][2].
- 13 июня 
  - Бельгия последней из стран Европейского союза упраздняет смертную казнь. Последняя казнь происходила в Бельгии в 1918 году.
  - При взлёте из аэропорта Фукуоки произошла катастрофа самолёта McDonnell Douglas DC-10 компании Garuda Indonesia, погибли 3 человека.

- 16 июня

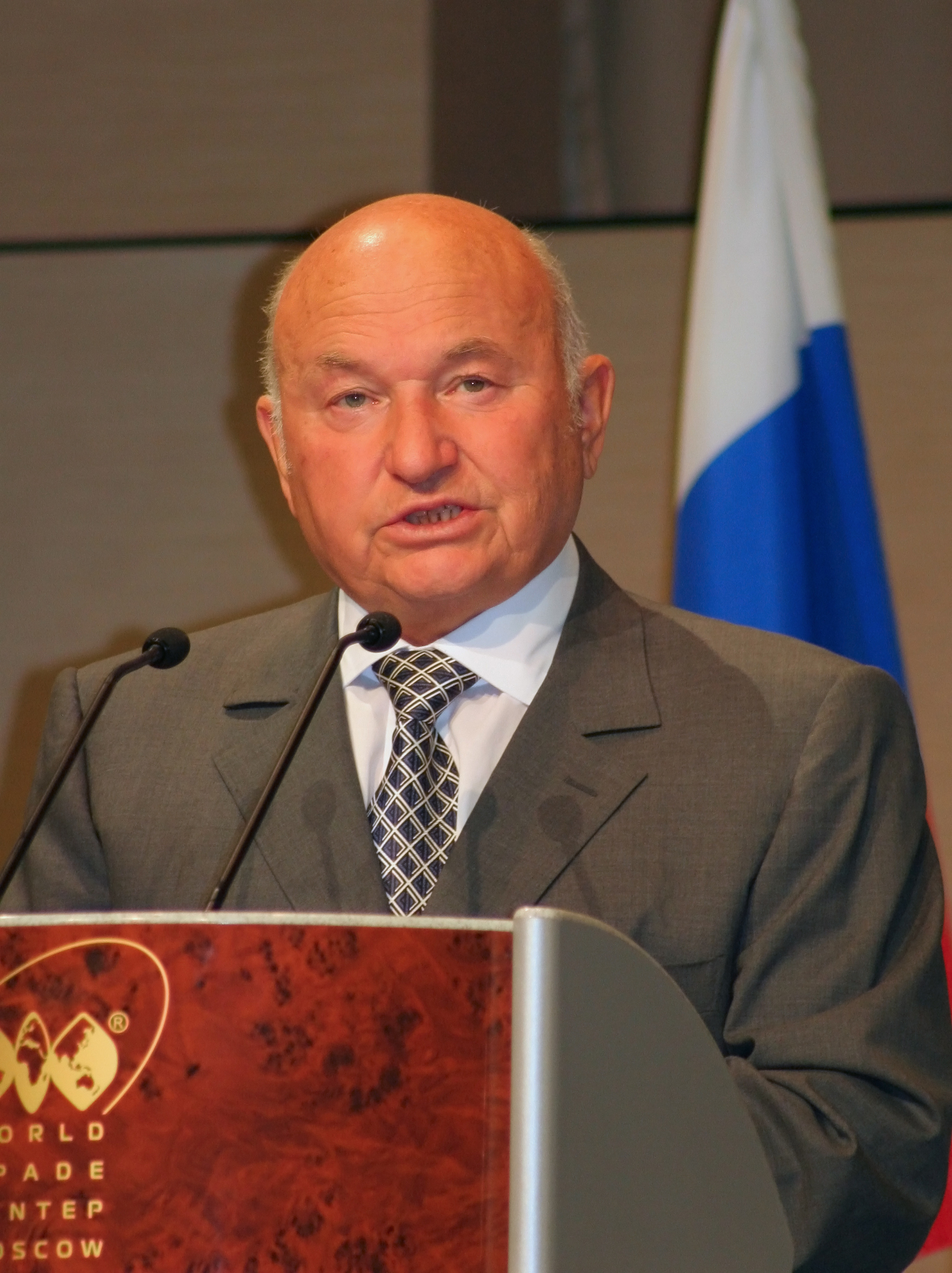
Юрий Лужков

  - Первый тур президентских выборов в Российской Федерации. Во второй тур вышли Геннадий Зюганов и Борис Ельцин. Также участвовали Александр Лебедь, Григорий Явлинский, Владимир Жириновский, Святослав Фёдоров, Михаил Горбачёв и другие.
  - Юрий Лужков избран мэром Москвы. Вице-мэром стал Валерий Шанцев[13].
- 18 июня
  - Указом президента Ельцина министр обороны Павел Грачёв был отправлен в отставку.
  - Установлены дипломатические отношения между Арменией и Иорданией[19][примечание 3].

- 19 июня

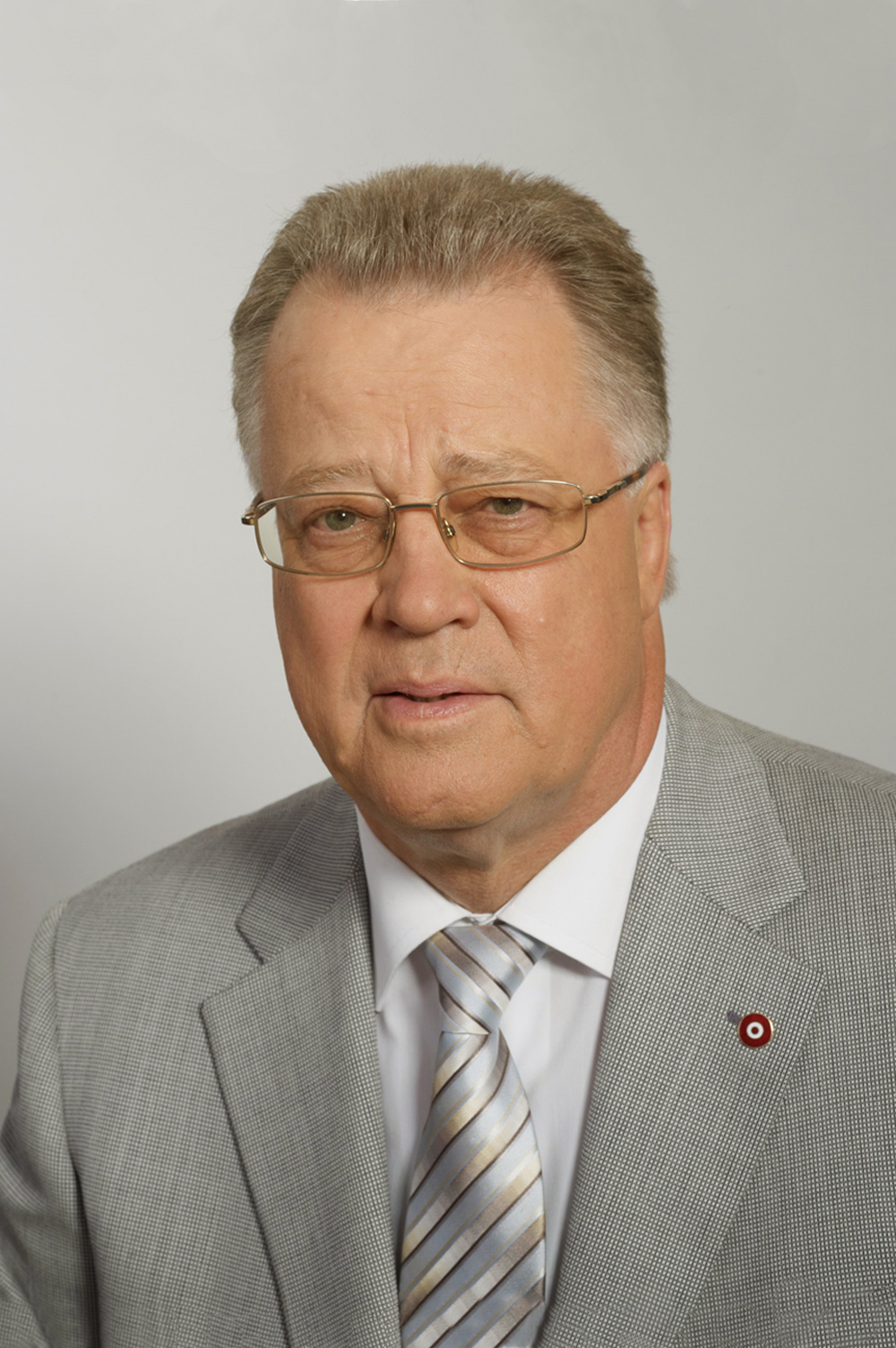
Гунтис Улманис

  - При выходе из здания правительства России задерживаются шоу-мэн Сергей Лисовский и помощник Анатолия Чубайса, Аркадий Евстафьев с коробкой из-под ксерокса, в которой находились полмиллиона долларов наличными, см. Дело о «коробке из-под ксерокса»[2].
  - Гунтис Улманис избран Сеймом Латвии президентом Латвии на второй срок.
- 20 июня
  - 78-й старт (STS-78) по программе Спейс шаттл. 20-й полёт шаттла Колумбия. Экипаж: Теренс Хенрикс, Кевин Крегель, Ричард Линнехан, Сьюзан Хэлмс, Чарлз Брейди, Жан-Жак Фавье, Роберт Тёрск.
  - Установлены дипломатические отношения между Узбекистаном и Брунеем[14].
- 25 июня
  - В результате теракта в городе Эль-Хубар (Саудовская Аравия) погибли 20 человек, в том числе 19 американских военнослужащих.
  - Азербайджан и Перу установили дипломатические отношения[8].
- 26 июня — ирландская журналистка Вероника Герин расстреляна в собственной машине шестью выстрелами из револьвера. Покушение осуществили двое мужчин, передвигавшихся на мотоцикле. Убийство вызвало широкий общественный резонанс.
- 27—29 июня — в Лионе прошла встреча государств «семёрки» и России.
- 28 июня
  - Принятие Конституции Украины.
  - Взрыв на автовокзале в Нальчике (Кабардино-Балкария) пассажирского автобуса «Икарус», следовавшего по маршруту «Минеральные Воды — Нальчик — Владикавказ». Погибли 6 человек, ранены более 40[1].
  - В немецком городе Оснабрюк пятеро боевиков ИРА обстреляли из самодельных миномётов казармы Квебек Британской армии. Жертв и пострадавших не было.
  - Установлены дипломатические отношения между Арменией и Ирландией[20][примечание 4].
  - Неджметтин Эрбакан избран премьер-министром Турции, став первым происламским политиком на этом посту.
- 29 июня
  - при подавлении бунта в тюрьме Абу-Салим (Ливия) убито около 1200 заключённых.
  - Оулавюр Рагнар Гримссон избран пятым президентом Республики Исландия и вступил в должность 1 августа. На выборах он представлял партию «Народный союз». За него проголосовали 40,9 процентов избирателей.

### Июль
- 1 июля — Азербайджан и Ирландия установили дипломатические отношение[8].
- 2 июля — катастрофа трамвая в Днепродзержинске, унёсшая жизни 34 человек.

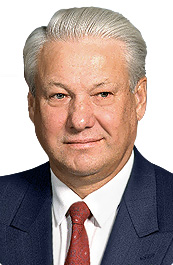
Борис Ельцин

- 3 июля — победа Бориса Ельцина во втором туре. Ельцин избран на второй президентский срок.
- 8 июля — Азербайджан и Боливия установили дипломатические отношение[8].
- 11 июля — взрыв в троллейбусе маршрута № 12 на Пушкинской площади, в Москве. Ранено 8 человек[1].
- 12 июля — взрыв в троллейбусе маршрута № 48 в Москве на проспекте Мира, дом 89. Ранено 26 человек[1].
- 15 июля
  - Шахтёрская забастовка охватила более трети шахт страны, включая расположенные на Западной Украине. Причина: правительство объявило, что в 1996 году на Украине будут закрыты 50 угольных шахт. Львовские шахтёры отправляются пешком в столицу.
  - Установлены дипломатические отношение между Узбекистаном и Эфиопией[14].
- 17 июля
  - Министром обороны России назначен генерал И. Родионов.
  - По невыясненным до конца причинам взорвался самолёт, вылетевший рейсом TWA 800 из Нью-Йорка в Париж, с 212 пассажирами и 18 членами экипажа на борту.
- 19 июля
  - Состоялась церемония открытия юбилейных (в честь столетия с момента возрождения Олимпийских игр) летних Олимпийских игр в Атланте, США.
  - Взрыв самодельного взрывного устройства в здании железнодорожного вокзала Воронежа (Воронеж-I). Время взрыва было установлено на 14:00, но по случайности сработали лишь детонаторы, а основной заряд взрывчатого вещества (мощностью около 20 кг в тротиловом эквиваленте) не сдетонировал. Ответственность за теракт взяли на себя чеченские боевики.
  - Под давлением международного сообщества лидер боснийских сербов Радован Караджич ушёл в отставку со всех постов в республике боснийских сербов и с поста председателя Сербской демократической партии.
  - Азербайджан и Маврикий установили дипломатические отношение[8].
  - Мэндсайханы Энхсайхан стал премьер-министром Монголии, первым с 1920 года, который не был членом Монгольской народно-революционной партии (МНРП).
- 20 июля — Артур Расизаде стал и. о. премьер-министра Азербайджана. 26 ноября утверждён в должность.
- 22 июля — при взрыве в аэропорту в Пакистане 6 человек погибли и более 50 ранены. Правительство обвиняет индийских агентов в покушении.
- 25 июля
  - В Волгограде мощным взрывом был разрушен хвостовой вагон пассажирского поезда, прибывшего из Астрахани. Взрывное устройство сработало уже после того, как люди покинули поезд[21].
  - Пьер Буйоя возглавил Бурунди в ходе государственного переворота.
- 27 июля — взрыв бомбы в Олимпийском парке Атланты унёс жизнь одного человека, 110 человек были ранены.
- 30 июля — в Париже состоялась встреча представителей «семёрки» и России по мерам укрепления международного сотрудничества в борьбе с терроризмом.
- 31 июля — Федеральный суд Нью-Йорка отменил законодательный акт, ограничивающий свободу слова в Интернете.

### Август
- 1 августа
  - В Краснодаре убит депутат краевого законодательного собрания Александр Рожин.
  - Вступил в действие указ о налогообложении «челноков» и их грузов на границах России. После нескольких недель работы в новых условиях «челноков» в России стало значительно меньше.
- 2 августа — расстрелян Сергей Головкин, убийца 11 подростков. Приведена в исполнение последняя смертная казнь в России.
- 4 августа — состоялась церемония закрытия 26 летних Олимпийских игр в Атланте, США.
- 6 августа — НАСА объявило о том, что на метеорите ALH 84001, отколовшемся от Марса и упавшем на Землю, найдены остатки микроорганизмов, существовавших 3 млрд лет назад.
- 6—22 августа — Первая чеченская война: Чеченские боевики проводят штурм города Грозный.
- 8 августа
  - установлены дипломатические отношение между Узбекистаном и Ямайкой[14].
  - на референдуме за новый проект конституции Гамбии проголосовало около 70 % избирателей.
- 12 августа — на станции Трубная (город Волжский Волгоградской области) в вагоне поезда Астрахань-Волгоград произошёл взрыв. Один человек погиб, 8 получили ранения.
- 16 августа — после года плена в стане афганских талибов русский экипаж В. Шарпатова сбежал на своём самолёте Ил-76.
- 17 августа — старт космического корабля Союз ТМ-24. Экипаж старта — В. Г. Корзун, А. Ю. Калери и К. Андре-Деэ (Франция).
- 20 августа — в столице Дагестана Махачкале был взорван начинённый взрывчаткой автомобиль, оставленный у жилых зданий. В результате пострадали 24 человека, из них 10 погибли.
- 23 августа
  - установлены дипломатические отношения между Югославией и Хорватией.
  - Усама бен Ладен издал фетву об объявлении войны Соединённым Штатам[22].
- 24 августа — основана компания Valve.
- 25 августа — в ходе поджога ночного бара в Москве на почве мести в результате возгорания погибли 8 человек, ещё 7 получили тяжёлые ожоговые травмы.
- 27 августа — была зарезана 24-летняя польская фотомодель Агнешка Котлярска. Убийство не раскрыто.
- 29 августа — при посадке в норвежском аэропорту «Лонгйир» на Шпицбергене разбился российский самолёт Ту-154. 141 человек погиб. Крупнейшая авиакатастрофа в Норвегии.
- 31 августа
  - Первая чеченская война: переговоры Лебедя и Масхадова в Хасавюрте завершаются подписанием Хасавюртовских соглашений. Завершение Первой чеченской войны.
  - Президент ЮАР Нельсон Мандела признал, что он имел любовную связь со вдовой бывшего главы Мозамбика Саморы Машела.

### Сентябрь
- 1 сентября
  - Запуск сети НТВ+
  - Дмитрий Аяцков избран губернатором Саратовской области[13].
- 2 сентября
  - На Украине вводится в обращение национальная денежная единица — гривна, заменяющая собой карбованцы.
  - Приземление корабля Союз ТМ-23. Экипаж посадки — Ю. И. Онуфриенко, Ю. В. Усачёв и К. Андре-Деэ (Франция).

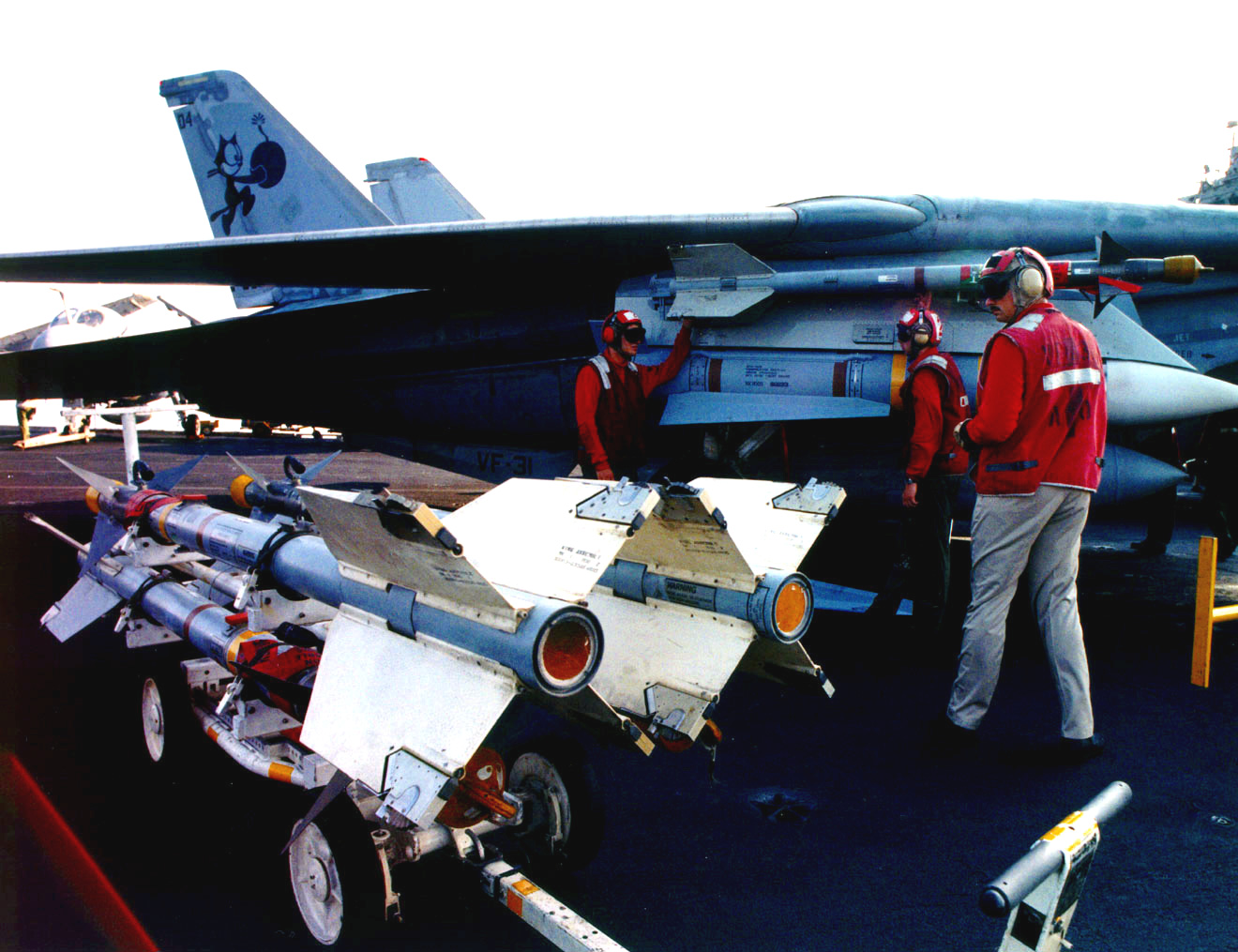
Подвеска ракет на американский палубный истребитель F-14 перед первым вылетом в новой неполётной зоне на юге Ирака. 4 сентября 1996 года

- 3 сентября — США нанесли ракетный удар по Ираку (операция «Удар в пустыне»).
- 5 сентября
  - Установлены дипломатические отношения между Белоруссией и Таджикистаном[23][24].
  - Установлены дипломатические отношения между Афганистаном и Арменией[25][примечание 5].
- 6 сентября — в России последний раз приведён в исполнение смертный приговор.
- 10 сентября — Договор о всеобъемлющем запрещении ядерных испытаний был принят 50-й сессией Генеральной Ассамблеи ООН (10 сентября 1996 года) и открыт для подписания 24 сентября 1996 года.
- 13 сентября — убийство Тупака Шакура
- 14 сентября — в Боснии и Герцеговине состоялись первые послевоенные выборы. За прежнего главу государства Алию Изетбегович проголосовало большинство избирателей.
- 15 сентября — в Венеции итальянская партия Северная Лига объявила создание независимого государства Падовия (Северная Италия).
- 15—18 сентября — Майкл Джексон в Москве.
- 16 сентября
  - 79-й старт (STS-79) по программе Спейс Шаттл. 17-й полёт шаттла Атлантис. Экипаж — Уильям Редди, Терренс Уилкатт, Томас Эйкерс, Джером Эпт, Карл Уолз, Джон Блаха. Четвёртая стыковка шаттла со станцией «Мир».
  - Захват автобуса с заложниками (27 человек) в аэропорту Махачкалы. Все заложники были освобождены после передачи террористу крупной суммы денег (60 000 000 рублей). Было выполнено и другое требование террориста — ему предоставили возможность скрыться на территории Чечни[1].
- 17 сентября—5 ноября — Каннынский инцидент
- 18 сентября — На Украине введено штриховое кодирование товаров.

- 22 сентября

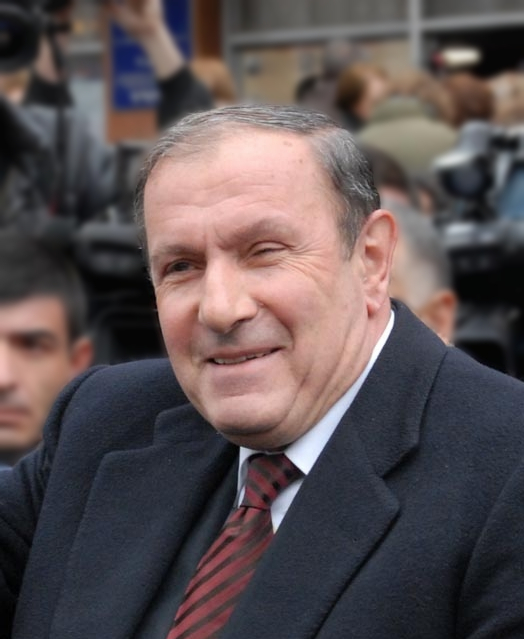
Левон Тер-Петросян

  - Левон Тер-Петросян был вторично избран президентом Армении, получив 51,75 процента голосов избирателей, победив уже в первом туре. Его основной противник экс-премьер Вазген Манукян набрал 41,29 процента. Всего в выборах приняло участие 60,5 процента избирателей. Международные наблюдатели отмечали, что в ходе выборов имели место серьёзные нарушения закона, которые, однако, «не повлияли существенно на результаты».
  - На губернаторских выборах в Амурской области победил при однотуровой системе председатель Облсовета Анатолий Белоногов, НПСР (член КПРФ). Явка составляла 36,85 %. 28 ноября результаты выборов отменены судом.
- 24 сентября — в Нью-Йорке открыт для подписания договор о всеобъемлющем запрещении ядерных испытаний.
- 25 сентября — 16:40. Ваддензее, Нидерланды. Вскоре после вылета из Текселя у самолёта Douglas DC-3C компании Dutch Dakota Association разрывается провод управления тягой двигателя № 1. Двигатель переводится в режим флюгера. Вскоре после этого выходит из строя флюгерный механизм и пропеллер переходит в режим ветряной мельницы, вызывая сопротивление. Самолёт быстро снижается и разбивается в грязевом отстойнике. Все 32 человека, находящихся на борту, погибли.
- 26 сентября — Кагальницкая трагедия. Столкновение на железнодорожном переезде (23-м км перегона Мокрый Батай — Конармейская) автобуса ПАЗ-672 и маневрового тепловоза. В результате трагедии погибли 22 человека, из них 21 школьник в возрасте от 7 до 17 лет.
- 27 сентября — в Афганистане при взятии Кабула войсками талибов был повешен бывший президент Республики Афганистан Мохаммад Наджибулла.
- 29 сентября — на губернаторских выборах в Ленинградской и Ростовской областях победили Вадим Густов (53,3 %) и Владимир Чуб (62,1 %) соответственно[13].

### Октябрь
- Октябрь — установлены дипломатические отношения между Арменией и Бахрейном[26][примечание 6].
- 1 октября
  - Совет Безопасности ООН отменил санкции против Югославии, наложенные в 1992 году.
  - Коста-Рика и Казахстан установили дипломатические отношение[11].
  - Азербайджан и Габон установили дипломатические отношение[8].
  - Убийство Чхве Токкына

- 2 октября

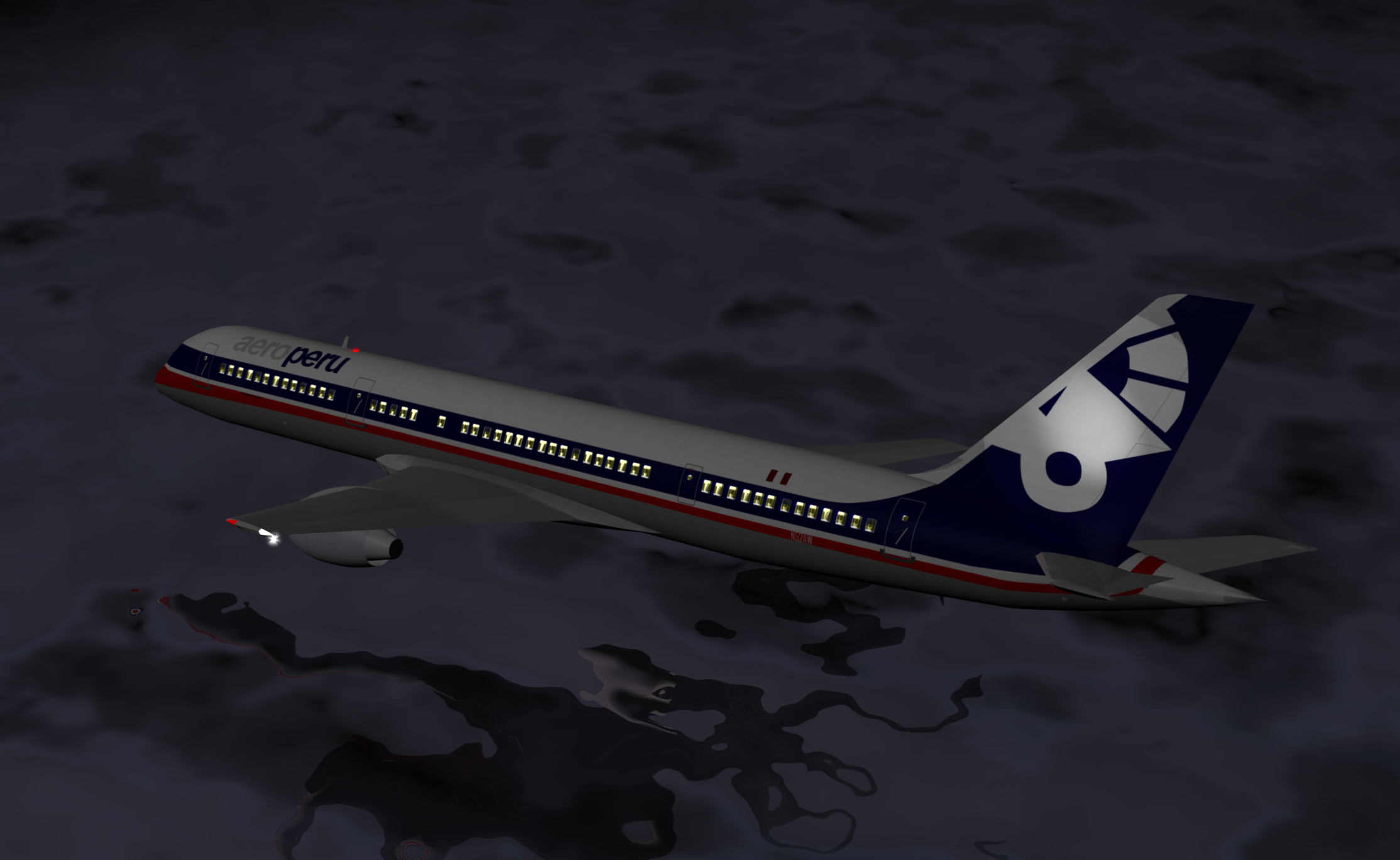
Компьютерное изображение рейса 603 перед его падением в воду. Здесь присутствует дополнительное освещение, хотя на самом деле пилоты не могли видеть ничего вокруг

  - Авиалайнер Boeing 757-23A авиакомпании AeroPerú выполнял регулярный пассажирский рейс PLI 603 по маршруту Майами—Кито—Лима—Сантьяго, но через 29 минут после вылета из Лимы упал в воды Тихого океана. Погибли все находившиеся на его борту 70 человек (61 пассажир и 9 членов экипажа).
  - На пороге собственного дома убит бывший премьер-министр Болгарии Андрей Луканов.
- 6 октября — губернатором Вологодской области избран Вячеслав Позгалёв (80,6 %); в Калининградской и Кировской областях назначены вторые туры голосования[13].
- 7 октября
  - В Италии неподалёку от Турина терпит катастрофу Ан-124. Залетающему на посадку в условиях плохой видимости «Руслану» итальянские диспетчеры определяют место приземления на 500 м дальше от начала ВПП, так как начало полосы ремонтируется. Поэтому пилоты не вписываются в оставшуюся часть бетонки и идут на повторный заход. Самолёт задевает крылом крышу 10-метрового хозблока. Погибли оба лётчика и рабочий.
  - Взрывы в казармах Типвэл прогремели недалеко от штаб-квартиры контингента Британской армии в Северной Ирландии. Два автомобиля, заминированные боевиками Ирландской республиканской армии, взлетели на воздух. В результате взрыва погиб один солдат, ещё 31 человек был ранен (из них 10 гражданских лиц).
  - Начал вещание круглосуточный телеканал новостей Fox News.
- 10 октября — Совет Федерации РФ постановил считать документы, подписанные в Хасавюрте, «свидетельством готовности сторон разрешить конфликт мирным путём, не имеющими государственно-правового значения»[27].
- 11 октября
  - В Мавритании прошёл первый тур парламентских выборов.
  - Принятие Конституции ЮАР.
- 13 октября — Юрий Неёлов избран губернатором Ямало-Ненецкого автономного округа[13].
- 15 октября
  - В Женеве швейцарской полицией арестован Сергей Михайлов (Михась), один из лидеров солнцевской преступной группировки. Обвиняется в «отмывании» денег и других преступлениях. Ордер на арест выдан в Израиле.
  - В Ирландии учреждено Управление по вопросам преступных активов[англ.].
- 16 октября — в Гватемале в результате давки на столичном стадионе Mateo Flores перед началом отборочного матча чемпионата мира по футболу погибли по меньшей мере 90 человек.
- 18 октября — в Мавритании прошёл второй тур парламентских выборов.
- 20 октября
  - «Белый марш» на Брюссель — гражданский протест против скандалов и политических афер.
  - В Литве одновременно прошли первый тур парламентских выборов, референдум о внесении изменений в статьи 55-ю, 57-ю и 131-ю Конституции Литвы и референдум по использованию доходов от приватизации.
  - Губернатором Калининградской области избран Леонид Горбенко (49,5 %); губернатором Кировской области избран Владимир Сергеенков (50,4 %); губернатором Курской области избран Александр Руцкой (76,8 %); губернатором Сахалинской области избран Игорь Фархутдинов (39,4 %); губернатором Еврейской автономной области избран Николай Волков (70,0 %); в Псковской области назначен второй тур голосования[13].
- 21 октября — сильный пожар уничтожил главный корпус Ивановской государственной медицинской академии.
- 22 октября
  - В Манте (Эквадор) самолёт Boeing B-707-323C компании Million Air загорелся вскоре после взлёта и упал на городской квартал Долороса. 4 человека погибли[28].
  - Азербайджан и Джибути установили дипломатические отношение[8].
- 25 октября — Турбьёрн Ягланд стал премьер-министром Норвегии.
- 26 октября — экипаж самолёта Як-40 авиакомпании Тюменьавиатранс при заходе на посадку по ОСП в темноте и во время снегопада (видимость 1400 м, нижняя кромка облаков — 200 м) в аэропорт Ханты-Мансийск принял огни освещения вертолётной площадки, находившейся на 950 м ближе и на 160 м левее ВПП, за посадочные и совершил туда посадку. При этом самолёт врезался в три вертолёта Ми-8Т (RA-22313, RA-25144, RA-25939) той же авиакомпании. Первые два вертолёта разрушены, третий потерял хвостовую балку. У Як-40 разрушена носовая часть и оторвана левая плоскость крыла.
- 27 октября
  - Губернатором Читинской области избран Равиль Гениатулин (30,7 %); губернатором Ханты-Мансийского автономного округа избран Александр Филипенко (71,4 %); в Краснодарском и Ставропольском краях и в Калужской области назначены вторые туры голосования. В Агинском Бурятском автономном округе ни один из двух кандидатов не избран[13].
  - В Болгарии прошёл первый тур президентских выборов.
- 28 октября — на Украине создано Министерство по чрезвычайным ситуациям.
- 31 октября — Катастрофа Fokker 100 в Сан-Паулу. Самолёт Fokker 100 бразильской компании TAM падает в густонаселённом районе Сан-Паулу вскоре после взлёта. Все 96 человек на борту и трое на земле погибли. Самопроизвольное включение реверса правого двигателя.

### Ноябрь
- Ноябрь — в Японии начаты продажи первых DVD-дисков и проигрывателей.
- 1 ноября
  - Начинает работу в эфире «Аль-Джазира» — первый независимый новостной канал в странах арабского мира, вещающий в режиме спутникового телевидения на страны Персидского залива, Ближний Восток, Северную Африку и страны Европы.
  - 08:10, около Тикаля, Гватемала. Самолёт Embraer 110P1 Bandeirante компании Transported Areos Profesionales (TAPSA) врезается в гору через 1 час после вылета, на высоте 900 фт. в очень плохих погодных условиях, заходя на посадку в Санта Елену. Все 14 человек на борту погибли.
- 3 ноября
  - В аэропорту Донецка, при сходе с трапа самолёта, расстрелян из двух автоматов и пистолета депутат Верховной Рады Украины, президент транснациональной компании «АТОН» Евгений Щербань. Его жена ранена и скончалась в больнице. Убит также авиамеханик, ранен сотрудник таможни. Среди убийц находился человек в милицейской форме.

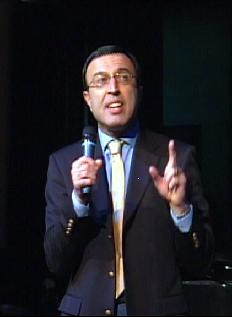
Пётр Стоянов

- - В Болгарии прошёл второй тур президентских выборов. Победу одержал кандидат Союза демократических сил Пётр Стоянов, за которого проголосовало 59,7 % избирателей при явке 61,8 %.
  - В 17.00, в Москве, в подземном переходе у Киевского вокзала неизвестным расстрелян из автомата в упор один из совладельцев гостиницы «Рэдисон-Славянская», американский бизнесмен Пол Эдвард Тейтум (род.1955), президент фирмы «Америкон». Скончался в больнице от полученных 11 огнестрельных ран.
  - В Югославии прошли парламентские выборы, первый тур местных выборов в Сербии и парламентские выборы в Черногории. Победителем выборов стала демократическая партия социалистов Черногории.
  - На губернаторских выборах в Магаданской и Псковской области победили Валентин Цветков (45,9 %) и Евгений Михайлов (56,4 %) соответственно[13].
  - В Румынии состоялся первый тур президентских выборов.
- 4 ноября
  - В тамбуре пригородного электропоезда Фрязево-Москва на перегоне между платформой 33-й километр и станцией Купавна прогремел взрыв. В двери вагона образовалась пробоина диаметром 40 см. Взрывной волной были выбиты окна. Пострадавших нет[29].
  - Армен Саргсян стал премьер-министром Армении.

- 5 ноября

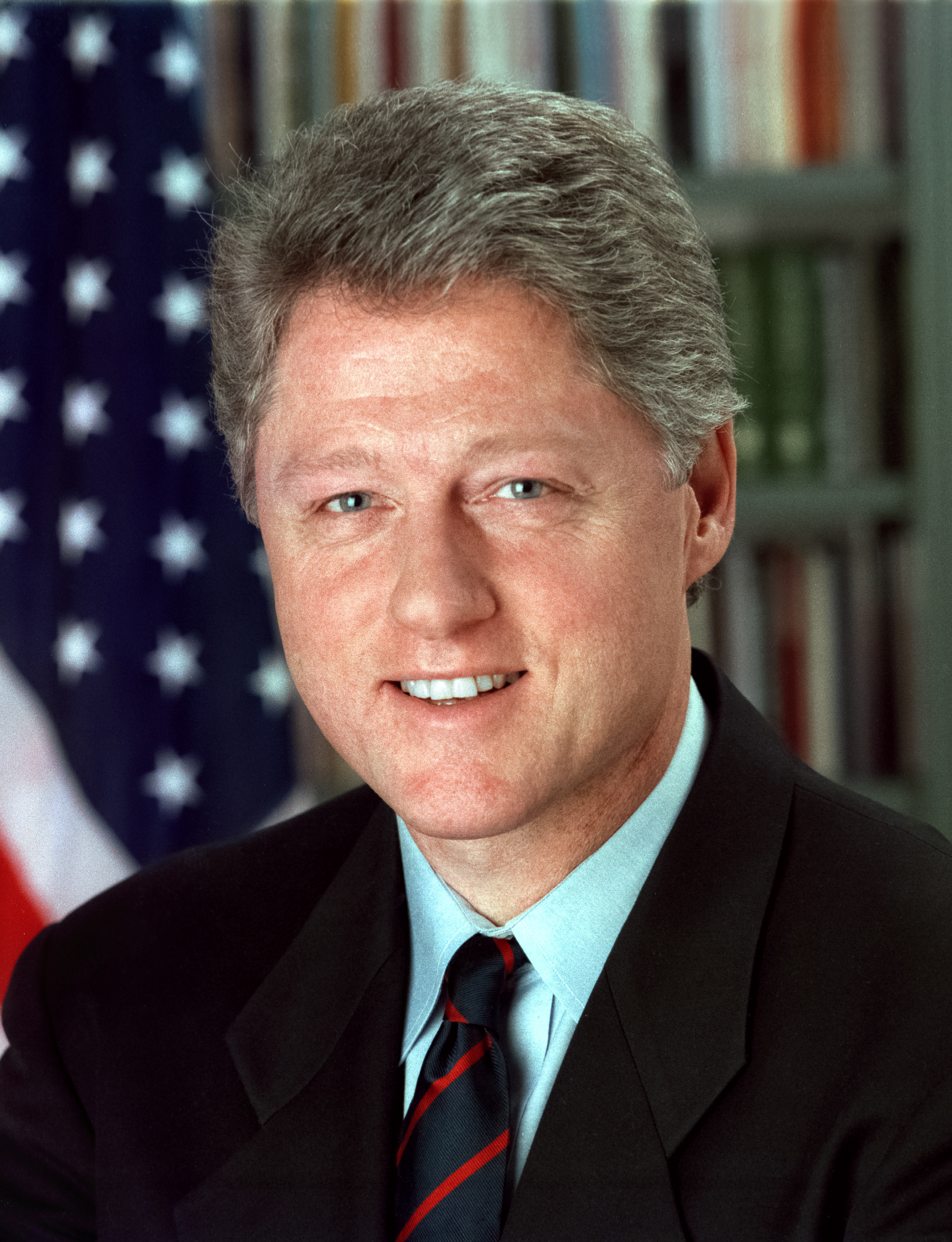
Билл Клинтон

  - Президентские выборы в США. На второй срок переизбран Билл Клинтон.
  - Президенту России Борису Ельцину проведена операция по аортокоронарному шунтированию сердца, во время которой обязанности Президента исполнял Виктор Черномырдин.
  - Мерадж Халид назначен исполняющим обязанности премьер-министра Пакистана.
- 6 ноября
  - Хорватия стала сороковым членом Совета Европы[10].
  - Азербайджан и Бахрейн установили дипломатические отношение[8].
  - Султан Кабус бен Саид подписал первый Основной закон (конституцию) Омана, которым определены полномочия султана и порядок престолонаследия. Конституция предусматривает создание единого представительного и консультативного органа — Совета Омана, а также впервые провозглашает основные права граждан.
- 7 ноября
  - Указом президента России вместо празднования годовщины Октябрьской революции 7 ноября велено считать Днём согласия и примирения.
  - Лагос. Нигерия. Боинг-727 авиакомпании «Найджириан Эвиэйшн» упал в залив. 144 человека погибли.
- 8 ноября — В Майами совершается операция по пересадке сердца самому юному пациенту в истории — девочке, которой на момент начала операции всего один час от роду.
- 9 ноября — Валерий Сударенков избран губернатором Калужской области[13].

- 10 ноября

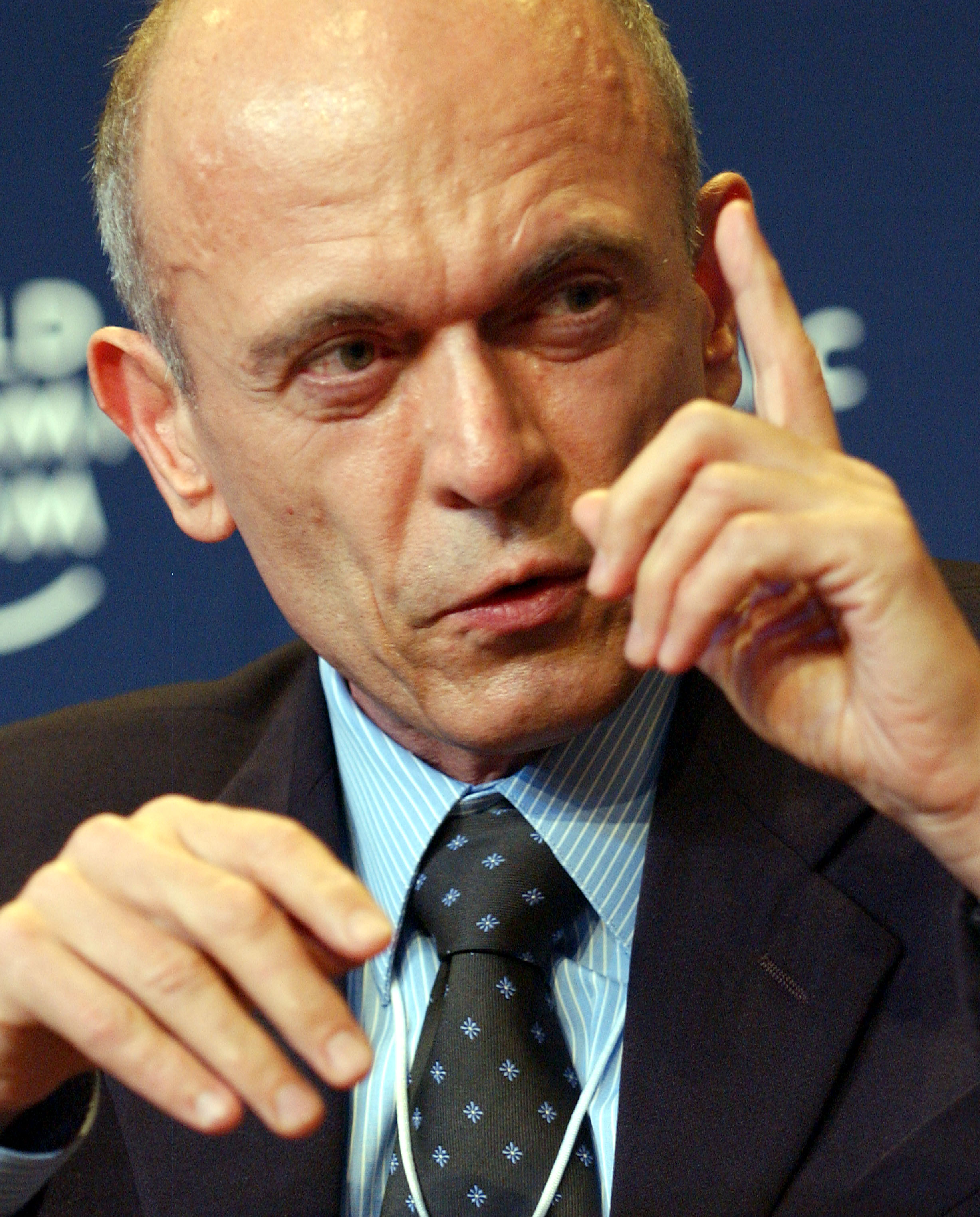
Янез Дрновшек

  - Взрыв на Котляковском кладбище в Москве. Погибли 14 человек, ранено около 30.
  - В Литве одновременно прошли второй тур парламентских выборов, и референдум о внесении поправок в статью 47-ю Конституции республики.
  - В Словении прошли парламентские выборы. По их результатам победила Либеральная демократия Словении, получившая 25 из 90 мест в парламенте. Лидер партии Янез Дрновшек был переизбран Премьер-министром Словении парламентом 9 января 1997 года.
- 11 ноября — Указом Президента РФ № 1386 от 20 сентября 1996 г. «О стабилизации деятельности и улучшении качества вещания Всероссийской государственной телевизионной и радиовещательной компании и телекомпании НТВ» всё эфирное время четвёртого телевизионного канала перешло телекомпании НТВ с сохранением просветительских программ, производимых ВГТРК (вскоре эти программы были закрыты).
- 12 ноября — Чархи-Дари, Индия. Столкновение в воздухе авиалайнера Боинг-747 авиакомпании «Сауди Арабиан Эйрлайнс» и транспортного самолёта Ил-76ТД, принадлежащего Казахстану. 349 погибших.
- 14 ноября — 13 человек погибли, когда изношенный Ан-2 разбился в республике Коми.
- В ночь на 16 ноября — теракт в Каспийске: в результате взрыва жилого дома погибли около 70 человек, из них 20 — дети.
- 16 ноября
  - При запуске разбивается русский космический аппарат «Марс-96», один из самых дорогостоящих проектов России.
  - По обвинению в шпионаже в пользу России был арестован сотрудник ЦРУ Гарольд Николсон[30].

- 17 ноября

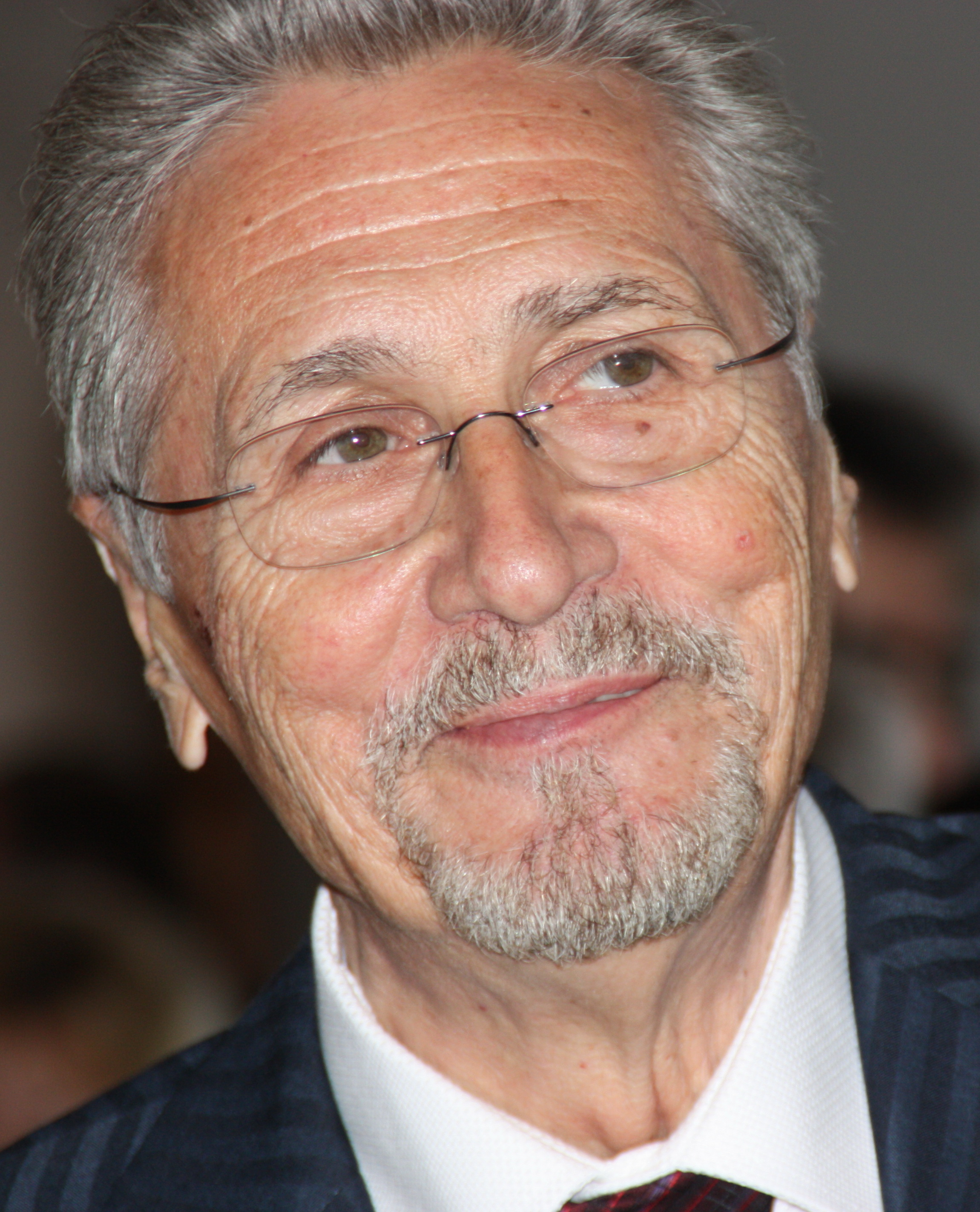
Эмиль Константинеску

  - Эмиль Константинеску избран Президентом Румынии. Он стал 3-м Президентом Румынии и вторым главой государства после свержения Николае Чаушеску.
  - В Молдавии прошёл первый тур президентских выборов.
  - В Сербии прошёл второй тур местных выборов. Оппозиция отказалось признавать итоги выборов и в стране начались массовые протесты против фальсификации.
  - В семи субъектах России прошли выборы глав регионов. Губернатором Ставропольского края избран Александр Черногоров (55,1 %); губернатором Коми-Пермяцкого автономного округа избран Николай Полуянов (69,6 %); губернатором Корякского автономного округа избрана Валентина Броневич (47,1 %); губернатором Усть-Ордынского автономного округа избран Валерий Малеев (37,3 %); в Камчатской и Мурманской областях и в Алтайском крае назначены вторые туры голосования[13].
- 18 ноября
  - Фредерик Чилуба переизбран Президентом Замбии.
  - Более 30 человек получили ранения в результате пожара, вспыхнувшего в тоннеле под Ла-Маншем.
  - Сергей Линг назначен исполняющим обязанности премьер-министра Белоруссии (19 февраля 1997 года утверждён в должности).
- 19 ноября
  - 80-й старт (STS-80) по программе Спейс Шаттл. 21-й полёт шаттла Колумбия. Экипаж: Кеннет Кокрелль, Кент Роминджер, Стори Масгрейв, Томас Джоунс, Тамара Джерниган[1].
  - Азербайджан и Кот-д'Ивуар установили дипломатические отношение[8].
  - Авиалайнер Beechcraft 1900C-1 авиакомпании Great Lakes Airlines (работала под маркой United Express) выполнял рейс UE 5925 по регулярному маршруту Чикаго—Берлингтон (Айова)—Куинси (Иллинойс), но, сев на взлётную полосу аэропорта Куинси, столкнулся с частным самолётом Beechcraft King Air 65A-90, который выполнял взлёт с другой ВПП, пересекающей ту, на которую сел рейс 5925. В результате столкновения погибли все 14 человек на борту обоих самолётов — 12 на борту Beechcraft 1900 и оба на борту Beechcraft King Air.
- 20 ноября — при пожаре 16-этажного здания в Гонконге погибли 29 человек.
- 21 ноября 
  - В штаб-квартире ООН проводится Первый всемирный телевизионный форум.
  - В Пуэрто-Рико произошёл взрыв газа в обувном магазине Humberto Vidal в городе Сан-Хуан. Погибли 33 человека, 80 были ранены.

- 23 ноября

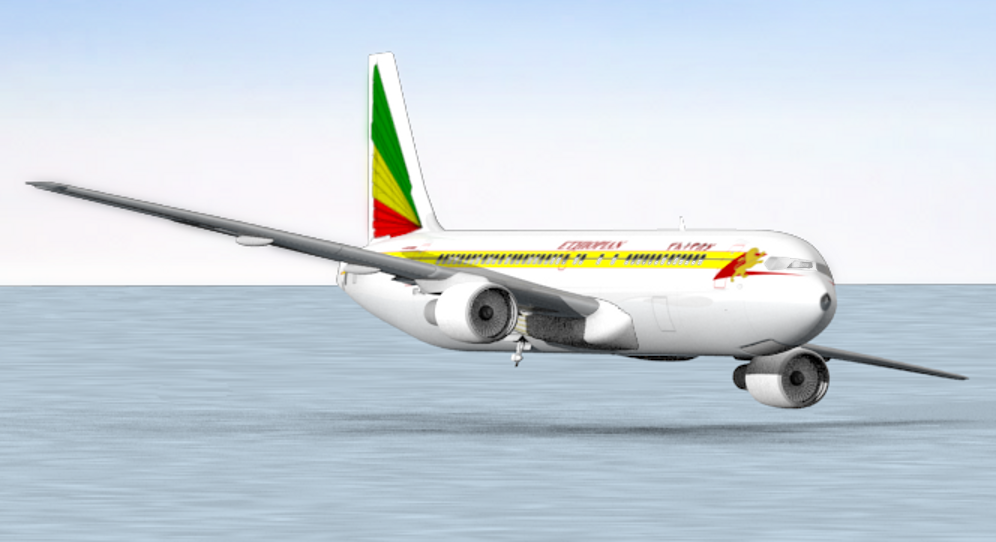
Компьютерная реконструкция катастрофы рейса 961 Ethiopian Airlines

  - На пути из Аддис-Абебы в Найроби был угнан Boeing 767-260ER Эфиопских авиалиний рейса 961, летевший по маршруту Бомбей — Аддис-Абеба — Найроби — Браззавиль — Лагос — Абиджан. Угон был совершён тремя эфиопами, искавшими политического убежища. Самолёт совершил аварийную посадку в Индийском океане у Коморских Островов после исчерпания топлива, в результате чего погибли 125 из 163 пассажиров и членов экипажа.
  - Завершён вывод ядерных боеголовок из Белоруссии в Россию.
  - Республика Ангола официально принимается во Всемирную торговую организацию.
  - Россия и Чечня подписывают договор о принципах взаимодействия федеральных и республиканских органов.
- 24 ноября
  - В Белоруссии прошёл республиканский референдум. Были внесены изменения и дополнения в Конституцию Республики Беларусь: о создании двухпалатного Парламента, расширении полномочий Президента. День независимости Республики Беларусь был перенесён на 3 июля — день освобождения Белоруссии от гитлеровских захватчиков в Великой Отечественной войне. Ряд государств и международные органы, включая ОБСЕ, Совет Европы и Европейский союз, официально не признали результаты референдума и объявили их незаконными по причине того, что референдум проводился с серьёзными процедурными нарушениями.
  - Олег Богомолов одержал победу в первом туре губернаторских выборов Курганской области[13].
- 25 ноября — ООН разрешила Ираку продавать нефть в обмен на приобретение продовольствия[31].
- 26 ноября — Азербайджан и Мали установили дипломатические отношение[8].
- 27 ноября — катастрофа Ил-76 под Абаканом. Погибли 23 человека.
- 29 ноября — Эмиль Константинеску вступил в должность президента Румынии.
- 30 ноября — 10:33, Медельин, Колумбия. Самолёт de Havilland Canada DHC-6-300 Twin Otter компании ACES врезается в гору через 5 минут после взлёта. Из 15 человек на борту выживает 1. Потеря скорости при попытке перелететь гору. Перегружен.

### Декабрь
- 1 декабря

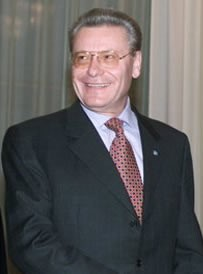
Пётр Лучинский

  - Во втором туре президентских выборов в Молдове президентом избран спикер парламента Пётр Лучинский.
  - В семи субъектах России прошли выборы глав регионов. Губернатором Алтайского края избран Александр Суриков (49,3 %); губернатором Ивановской области Владислав Тихомиров (50,1 %); губернатором Камчатской области избран Владимир Бирюков (60,9 %); губернатором Мурманской области избран Юрий Евдокимов (43,4 %); губернатором Самарской области избран Константин Титов (63,3 %); в Хакасии и Ненецком автономном округе назначены вторые туры голосования[13].
- 2—3 декабря — в Лиссабоне прошла встреча глав государств и правительств 54 государств — участников ОБСЕ.
- 3 декабря — при покушении на пригородный поезд в Париже 4 человека погибли и 91 ранен[32].
- 4 декабря — США, мыс Канаверал в штате Флорида. Запуск космического корабля «Марс Пасфайндер». После посадки станции на поверхность Марса (4 июля 1997 года) на поверхность планеты сошёл марсоход «Соджорнер»[1].
- 6 декабря — США и Палау установили дипломатические отношение[33][примечание 7].
- 7 декабря — Джерри Ролингс переизбран Президентом Ганы на второй срок, а его Национальный демократический конгресс вновь получил большинство в 133 из 200 мест парламента[34].
- 8 декабря — в десяти субъектах России прошли выборы глав регионов. Губернатором Курганской области избран Олег Богомолов (66,3 %, безальтернативные выборы, участвовал один кандидат. Остальные претенденты на пост губернатора сняли свои кандидатуры после первого тура выборов); губернатором Хабаровского края избран Виктор Ишаев (76,9 %); губернатором Астраханской области избран Анатолий Гужвин (52,4 %); губернатором Брянской области избран Юрий Лодкин (54,5 %); губернатором Владимирской области избран Николай Виноградов (62,2 %); губернатором Воронежской области избран Иван Шабанов (48,9 %); губернатором Рязанской области избран Вячеслав Любимов (38,2 %); в Архангельской; Костромской и Пермской областях назначены вторые туры голосования[13].
- 9 декабря — Совет Безопасности ООН утвердил программу «Нефть в обмен на продовольствие», предоставляющую Ираку право продажи нефти на сумму 2 млрд долл.
- 9—13 декабря — в Сингапуре состоялась первая конференция ВТО на уровне министров.
- 10 декабря — Союзная Республика Югославия и Казахстан установили дипломатические отношение[11][примечание 8].
- 12 декабря — Виктор Чорбя стал премьер-министром Румынии.
- 13 декабря
  - Совет Безопасности ООН избрал Кофи Аннана новым Генеральным секретарём ООН.
  - Владимир Бутов избран губернатором Ненецкого автономного округа[13].
- 15 декабря
  - В Хасавюртском районе Дагестана в результате взрыва на железной дороге Москва-Баку сошли с рельсов три вагона товарного состава. На месте взрыва образовалась воронка диаметром два метра. Жертв нет.
  - В Габоне прошёл первый тур парламентских выборов.
- 17 декабря
  - На госпиталь в Новых Атагах было совершено вооружённое нападение, в результате которого погибли шесть его иностранных сотрудников. После этого МККК был вынужден отозвать иностранных сотрудников из Чечни.
  - Принята рекомендация W3C, появление CSS1.
  - 17 человек погибли, когда военный самолёт Ан-2 разбивается возле Пскова.
- В ночь с 18 на 19 декабря — Взрыв (примерно 400 гр. по тротиловой шкале) в вагоне Санкт-петербургского метрополитена[1].
- 19 декабря — в Люксембурге подписаны протоколы о присоединении к Шенгенскому соглашению Дании, Финляндии и Швеции.
- 20 декабря
  - Компания NeXT объединилась с Apple Computer, начата разработка Mac OS X.
  - В г. Приозерске (Ленинградская обл.) при взрыве жилого дома 12 человек погибли, 3 пропадают без вести.
  - Истёк мандат международных сил по выполнению соглашения о мире в Боснии и Герцеговине. Их сменили менее многочисленные силы стабилизации.
  - Босния и Герцеговина и Казахстан установили дипломатические отношение[14][35][примечание 9].
  - Директива 96/98/EC.
- 22 декабря — в пятнадцати субъектах России прошли выборы глав регионов. Президентом Республики Саха (Якутия) избран Михаил Николаев (58,9 %); председателем Правительства Хакасии избран Алексей Лебедь (71,8 %); губернатором Краснодарского края избран Николай Кондратенко (82,0 %); губернатором Архангельской области избран Анатолий Ефремов (58,6 %); губернатором Костромской области избран Виктор Шершунов (64,1 %); губернатором Пермской области избран Геннадий Игумнов (63,8 %); губернатором Ульяновской области избран Юрий Горячев (42,4 %); губернатором Челябинской области избран Пётр Сумин (50,7 %); губернатором Таймырского автономного округа избран Геннадий Неделин (65,7 %); губернатором Чукотского автономного округа избран Александр Назаров (65,1 %); в Республике Марий Эл; Волгоградской и Тюменской областях и Эвенкийском автономном округе назначены вторые туры голосования[13].
- 26 декабря
  - Убита 6-летняя Джонбенет Рэмси, победительница многочисленных детских конкурсов красоты. Это преступление вошло в историю криминалистики США под названием Убийство Джонбенет Рэмси. Убийство осталось нераскрытым.
  - В Белграде несмотря на ведомственной запрет около 60 000 человек протестуют против сербского руководства и частичной отмены местных выборов. Правящие социалисты привезли 100 000 своих сторонников на автобусах в Белград. В ходе столкновений с противниками правительства примерно 58 человек получили ранения.
  - Установлены дипломатические отношение между Россией и Боснией и Герцеговиной[36].
- 29 декабря
  - Длившаяся 36 лет гражданская война в Гватемале закончилась примирением воевавших сторон.
  - Николай Максюта избран губернатором Волгоградской области[13].
  - Габонская демократическая партия одержала победу во втором туре парламентских выборов, получив 85 из 120 мест[37].
- 31 декабря — завершение вывода российских войск из Чечни.

### Без точных дат
- Начало серийного производства автомобиля ВАЗ-2110 (август).
- Производитель Sharp Corporation завершил серийное производство магнитол Sharp WQ-267Z и Sharp WQ-268E.
- Создано общество «Словения — Россия».

### Продолжающиеся события
- Гражданская война в Бирме
- Гражданская война в Анголе
- Война в Восточном Тиморе
- Ачехский конфликт
- Вторая гражданская война в Судане
- Гражданская война на Шри-Ланке
- Турецко-курдский конфликт
- Арабо-израильский конфликт
- Гражданская война в Сомали
- Кашмирский конфликт
- Грузино-южноосетинский конфликт
- Грузино-абхазский конфликт
- Гражданская война в Таджикистане

## Государственные флаги новых государств
Ниже приведены флаги государств и непризнанных государственных образований, объявивших о независимости в 1996 году. Флаги приведены на момент провозглашения независимости.

## Родились
См.: Категория:Родившиеся в 1996 году

### Январь
- 3 января — Флоренс Пью, британская актриса.
- 4 января — Эмма Маки, французско-британская актриса.
- 6 января — Кортни Итон, австралийская актриса и фотомодель.
- 11 января — Лерой Сане, немецкий футболист.
- 15 января — Дав Камерон, американская актриса и певица.
- 16 января — Ким Дженни, южнокорейская певица, рэпер и модель.
- 17 января — Кейтлин Санчес, американская актриса.
- 18 января — Сара Гилман, американская актриса.
- 19 января — Ивангай (Иван Рудской), видеоблогер.
- 21 января — Марко Асенсио Виллемсен, испанский футболист.
- 22 января — Сэми Гейл, американская актриса.
- 23 января — Анастасия Решетова, российская модель.
  - Фёдор Нечитайло, основатель студии Феникс
- 25 января — Дарья Антонюк, российская певица].
- 26 января — Им Чангюн, участник южнокорейской группы Monsta X

### Февраль
- 1 февраля — Рома Жёлудь, российский видеоблогер, певец в жанре тин-поп.
- 2 февраля — Чутимон Чуенгчароэнсукинг, таиландская актриса и фотомодель.
- 7 февраля — Руби О. Фи, немецкая актриса.
- 8 февраля
  - Антон Митрюшкин, российский футбольный вратарь.
  - Кеннеди, бразильский футболист.
- 9 февраля
  - Себастьян Дриусси, аргентинский футболист.
  - Ким Чонха, южнокорейская певица.
- 14 февраля — Люка Эрнандес, французский и испанский футболист.
- 17 февраля — Саша Питерс, американская актриса.
- 18 февраля — Джилл Кэссиди, американская порноактриса.
- 21 февраля — Софи Тёрнер, английская и британская актриса.
- 29 февраля — Jony, российский и азербайджанский певец

### Март
- 5 марта — Тейлор Хилл, американская супермодель.
- 6 марта — Тимо Вернер, немецкий футболист
- 18 марта — Мадлен Кэрролл, американская актриса.
- 22 марта — Иззи Мейкл-Смолл, британская актриса
- 27 марта — Розабелла Лауренти Селлерс, итальяно-американская актриса.
- 29 марта — Синецкая Ульяна, российская певица.
- 31 марта — Лайза Коши, американская актриса, видеоблогер и юмористка.

### Апрель
- 3 апреля — Сара Джеффри, канадская актриса, певица и танцовщица.
- 5 апреля — Alex Crossan, DJ, музыкант и продюсер из Великобритании, более известный как Mura Masa
- 11 апреля — Деле Алли, английский футболист нигерийского происхождения.
- 14 апреля — Эбигейл Бреслин, американская киноактриса.
- 16 апреля — Аня Тейлор-Джой, американо-британо-аргентинская актриса и модель, обладательница «Золотого глобуса».
- 20 апреля — Алекс Грей, американская порноактриса.
- 25 апреля — Эллисон Эшли Арм, американская актриса, комедиантка и певица.
- 28 апреля — Тони Револори, американский актёр. Он исполнил мужскую роль Флэша Томпсона в фильмах «Человек-паук: Возвращение домой» и «Человек-паук: Вдали от дома».
- 29 апреля — Кэтрин Лэнгфорд, австралийская актриса.
- 30 апреля — Анфиса Черных, российская актриса кино и телевидения, модель.

### Май
- 1 мая — Владислава Евтушенко, российская модель.
- 2 мая — Юлиан Брандт, немецкий футболист.
- 3 мая — Алекс Ивоби, нигерийский футболист.
- 14 мая — Мартин Гаррикс, нидерландский диджей, музыкант и продюсер.
- 9 мая — Мэри Маусер, американская актриса.
- 30 мая — Александр Головин, российский футболист.

### Июнь
- 1 июня — Том Холланд, английский и британский актёр.
- 5 июня — Влад Бумага, видеоблогер
- 12 июня — Давинсон Санчес, колумбийский футболист.
- 13 июня — Кингсли Коман, французский футболист.
- 20 июня — Клаудия Ли, американская актриса и певица.
- 26 июня — Александр Зуев, российский футболист.

### Июль
- 1 июля
  - Бакаев, Зелимхан Джабраилович, российский футболист.
  - Аделина Сотникова, российская фигуристка.
- 10 июля — Мун Га Ён, южнокорейская актриса.
- 18 июля — Джонатан Хастад Линдоер, более известный как Yung Lean.
- 19 июля — О Хаён, южнокорейская певица участница группы Apink.
- 23 июля — Клава Кока, российский видеоблогер, поп-певица, автор собственных песен.

### Август
- 15 августа — Михаил Самарский, российский писатель.

### Сентябрь
- 1 сентября — Зендея, американская певица, актриса, танцовщица и модель.
- 3 сентября — Пак Су Ён, южнокорейская певица и актриса, участница группы Red Velvet.
- 11 сентября — Дмитрий Баринов, российский футболист.
- 13 сентября — Лили Рейнхарт, американская актриса.
- 15 сентября — Иван Качалин, российский режиссёр игрового и документального кино.
- 17 сентября — Элла Пернелл, английская актриса театра и кино.
- 20 сентября — Рифат Маратович Жемалетдинов, российский футболист.

### Октябрь
- 3 октября — Келечи Ихеаначо, нигерийский футболист.
- 4 октября — Элла Балинска, британская актриса.
- 9 октября
  - Белла Хадид, американская модель и актриса.
  - Джейкоб Баталон, американский актёр.
- 25 октября — Таисия Вилкова, российская актриса.
- 28 октября — Жасмин Джессика Энтони, актриса.

### Ноябрь
- 1 ноября 

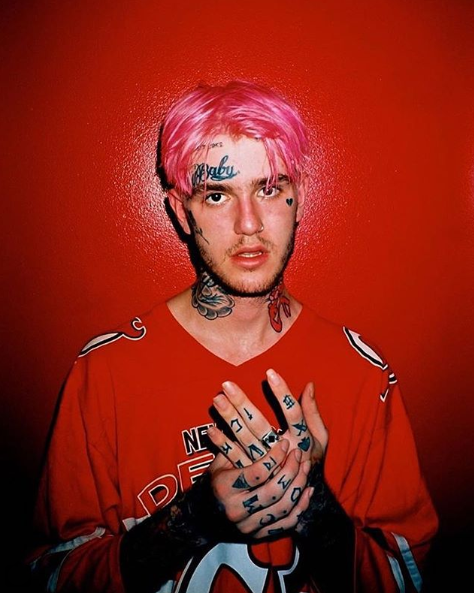
Lil Peep

  - Густав Ар, американский рэпер и певец, более известный по сценическому псевдониму Lil Peep, (ум. 2017).
  - Ю Чонён — южнокорейская певица, участница группы Twice.
  - Даниэла Мелшиор, португальская актриса кино и телевидения.
- 3 ноября — Ария Уоллес, американская актриса и певица.
- 4 ноября — Кейтлин Гавайек, американская фигуристка выступающая в танцах на льду, континентальная чемпионка (2018 год).
- 7 ноября — Лорд, новозеландская певица, автор песен и музыкальный продюсер.
- 9 ноября — Момо Хираи японская певица, участница южнокорейской группы Twice.
- 10 ноября — Мишель Андраде, украинская певица и телеведущая.
- 11 ноября — Тай Шеридан, американский актёр.
- 12 ноября — Улайя Амамра, французская актриса.
- 14 ноября — Энни Турман, американская актриса.
- 16 ноября — Маккэнъю Арата, японский актёр
- 22 ноября
  - Мэдисон Девенпорт — американская актриса и певица.
  - Маккензи Линтц — американская актриса.
  - Хейли Бибер — американская модель.
- 24 ноября — Джоджо Кисс — американская порноактриса.
- 26 ноября
  - Теа Софие Лок Несс — норвежская актриса.
  - Луан Эмера — французская певица и актриса.

### Декабрь
- 1 декабря — Зои Штрауб, австрийская певица, автор песен и актриса.
- 6 декабря — Стефани Скотт, американская актриса и певица.
- 10 декабря — Кан Даниэль, южнокорейский певец.
- 11 декабря — Хейли Стайнфелд, киноактриса, певица.
- 14 декабря — Барби Феррейра, американская фотомодель и актриса.
- 15 декабря — Александр Владимирович Зинченко, украинский футболист.
- 17 декабря — Елизавета Туктамышева, российская фигуристка, выступающая в одиночном разряде; чемпионка мира, Европы и России.
- 20 декабря — Хейли Рид, американская порноактриса.
- 21 декабря — Кейтлин Девер, американская актриса.
- 23 декабря 
  - Бартош Капустка, польский футболист.
  - Вайолет Старр, американская порноактриса.
- 29 декабря 
  - Дилан Кристофер Миннет, киноактёр, певец.
  - Минатозаки Сана, японская певица, участница южнокорейской группы Twice.
- 31 декабря — Александр Большунов, российский лыжник, олимпийский чемпион (2022).

## Скончались
См. также: Категория:Умершие в 1996 году
Список умерших в 1996 году
- 8 января — Франсуа Миттеран, экс-президент Франции.
- 20 января — Ло Вэй, гонконгский режиссёр, сценарист, продюсер, актёр.
- 28 января — Иосиф Бродский, русско-американский поэт.
- 10 февраля — Олег Волков, русский советский прозаик, публицист.
- 12 февраля — Боб Шоу, английский писатель-фантаст.
- 16 февраля — Владимир Мигуля, советский и российский композитор и певец.
- 23 февраля — Биргит Брюль, датская певица
- 13 марта
  - Кшиштоф Кесьлёвский, польский режиссёр и кинодраматург.
  - Лучо Фульчи, итальянский режиссёр.
- 3 апреля — Ян Пузыревский, советский и российский актёр.
- 11 апреля — Костров Николай Иванович, русский советский художник, живописец и график.
- 15 апреля — Герман Коваленко, советский и российский актёр.
- 21 апреля — Джохар Дудаев, первый президент самопровозглашённой Чеченской Республики Ичкерия.
- 24 апреля — Фрэнк Райли, американский писатель-фантаст, журналист.
- 2 мая — Екатерина Ефимова, советская художница, живописец (род. 1910).
- 31 мая — Тимоти Лири, американский писатель, психолог, участник кампании по исследованиям психоделических наркотиков.
- 31 мая — Руслан Лабазанов, член антидудаевской коалиции.
- 13 июня — Александр Иванов, поэт-пародист.
- 15 июня — Элла Фицджеральд, джазовая вокалистка.
- 9 июля — Сергей Курёхин, российский композитор, джазмен, рок-пианист, художник и режиссёр.
- 19 июля — Никола́й Алексе́евич Мо́кров, советский и российский живописец, мастер лирического пейзажа, Заслуженный художник РФ.
- 25 июля — Микаэл Таривердиев, композитор, автор музыки к фильмам.
- 11 августа — Ванга (настоящее имя Вангелия Пандева-Гущерова), болгарская ясновидящая.
- 12 августа — Виктор Амбарцумян, армянский астрофизик, один из основателей теоретической астрофизики.
- 13 августа — Антониу Себаштьян Рибейру ди Спинола, президент Португалии в 1974 году (род. в 1910)
- 13 августа — Ричард М. Гудвин[англ.] (1913—1996) — американский математик и экономист.
- 13 сентября — Тупак Амару Шакур, актёр, рэпер.
- 24 сентября — Марк Франкель, английский актёр.
- 27 сентября — Наджибулла, бывший генеральный секретарь Народно-демократической партии Афганистана и президент ДРА
- 28 сентября — Юрий Барабаш, российский автор-исполнитель русского шансона (сценический псевдоним Петлюра).
- 18 октября — Симон Соловейчик, российский публицист, педагог и философ.
- 20 октября — Юрий Михайлович Непринцев, русский советский живописец, график и педагог, народный художник РСФСР, действительный член Академии Художеств СССР (род. 1909).
- 10 ноября — Яки Кадафи, американский музыкант, рэпер.
- 16 ноября — Дондиньо — бразильский футболист, отец футболиста Пеле.
- 18 ноября — Зиновий Гердт, советский и российский актёр.
- 24 ноября — Эдисон Денисов, русский композитор.
- 3 декабря — Бабрак Кармаль, бывший президент Афганистана.
- 19 декабря — Марчелло Мастроянни, итальянский актёр.
- 20 декабря — Карл Саган, американский астроном, астрофизик и популяризатор науки.

## Персоны года
Человек года по версии журнала Time — Дэвид Хо, американский врач.

## Нобелевские премии
- Физика — Дэвид Ли, Дуглас Ошеров и Роберт Ричардсон — «За открытие сверхтекучести гелия-3».
- Химия — Роберт Кёрл, Харольд Крото и Ричард Смелли — «За открытие фуллеренов».
- Медицина и физиология — Питер Доэрти, Рольф Цинкернагель — «За открытия в области иммунной системы человека, в частности её способности выявлять клетки, поражённые вирусом».
- Экономика — Джеймс Миррлис, Уильям Викри — «За фундаментальный вклад в экономическую теорию стимулов и асимметричной информации».
- Литература — Вислава Шимборска — «За поэзию, которая с предельной точностью описывает исторические и биологические явления в контексте человеческой реальности».
- Премия мира — Карлуш Белу, Хосе Рамос-Орта — За их усилия по справедливому и мирному разрешению конфликта в Восточном Тиморе.

## Экономика
- Федеральная резервная система США изменила традиционный с 1928 года дизайн долларов, не менявшийся 68 лет (портреты президентов увеличены и смещены от центра банкноты, введены дополнительные степени защиты, и др.) Первой была выпущена 100-долларовая купюра.

## Комментарии
1. ↑  Интересы Алжира в Казахстане представляет Посольство Алжира в России.
2. ↑  Интересы России в Гаити представляет посольство страны в Венесуэле.
3. ↑  Резиденция посла Армении в Иордании расположена в Дамаске (Сирия). Интересы Иордании в Армении представляет Посольство Иордании в Узбекистане.
4. ↑  Резиденция посла Ирландии в Армении расположена в Софии (Болгария), посла Армении в Ирландии — в Лондоне (Великобритания). В Ирландии аккредитован почётный консул Армении, а в Армении — почётный консул Ирландии.
5. ↑  Резиденция посла Афганистана в Армении расположена в Москве (Россия), резиденция посла Армении в Афганистане — в Астане (Казахстан).
6. ↑  Интересы Армении в Бахрейне представляет Посольство Армении в ОАЭ. В Армении аккредитован посол Бахрейна в Иране.
7. ↑  27 сентября 1994 года Президент США выпустил декларацию № 6726, в котором США заявили о выполнении всех своих обязательств перед Палау по договору об опеке. Официально Палау перестала быть подопечной территорией 1 октября 1994 года, став государством в свободной ассоциации с США. Именно эта дата считается датой признания независимости Палау со стороны США. Дипломатические отношения между странами были установлены 6 декабря 1996 года, когда в Палау был аккредитован посол США (резиденция располагалась в Маниле). 10 октября 2004 года состоялось открытие американского посольства в Короре.
8. ↑  Интересы Казахстана в Сербии представляет Посольство Казахстана в Венгрии.
9. ↑  Интересы Казахстана в Боснии и Герцеговине представляет Посольство Казахстана в Венгрии, интересы Боснии и Герцеговины в Казахстане — Посольство Боснии и Герцеговины в России.